# JAPAN RUGBY LEAGUE ONE 2024-25
ジャパンラグビーリーグワン2024-25は、日本のラグビーユニオンによる社会人リーグ戦「ジャパンラグビーリーグワン」の4年度目として、2024年12月21日から2025年6月1日まで開催。ここではDIVISION1（1部リーグ）について扱う。

## 概要

### 対戦数の増加
DIVISION1各チームはリーグ戦において2試合増え、18試合を戦う。同じカンファレンス6チーム総当たり戦ではホストとビジターを変えて計10試合は前シーズンと同じ。異なるカンファレンスとの交流戦6試合が、8試合に増えた（そのうち、ホストゲームは4試合）。
- リーグ戦第1節～第5節：同じカンファレンス内での総当たり戦（5試合）
- リーグ戦第6節～第13節：「カンファレンス交流戦」- 異なるカンファレンスとの交流戦（総当たり戦6試合 +2試合）
- リーグ戦第14節～第18節：同じカンファレンスでホームとビジターを逆にした総当たり戦（5試合）

DIVISION1プレーオフトーナメントは、前シーズンの4チーム（2週かけて4試合実施）から、6チーム（3週かけて6試合実施）に増やす。リーグ戦1位のチームと2位のチームは、シードとしてプレーオフトーナメント2回戦（準決勝）からの出場となる。

### 新ルールの導入
- 世界的試験実施ルール（コンバージョンキックまでの時間を90秒から60秒に短縮、ラインアウト形成は30秒以内、スクラム・ラック・モールでのスクラムハーフの保護、争われないラインアウトでのノットストレートの許容）を、2024-25シーズン開幕時（2024年12月21日）から導入した[3]。ワールドラグビーは2025年1月1日から導入。日本ラグビーフットボール協会は2025年4月1日から導入する。
- 脳しんとう評価をセンサー付きマウスガード（スマートマウスガード）により感知するシステムも、2024年1月からのエリート大会世界適用に伴い、DIVISION1とDIVISION2で導入する[4]。
- 20分レッドカードとDIVISION3以外でのオフ・フィールド・レビュー（TMOバンカー）は、2023-24シーズンから導入済み。
- プロップ選手に対し20分レッドカードが適用されている時に、さらに負傷やペナルティでプロップ選手が退出する事象が生じた際などに、アンコンテストスクラム（組まないスクラム）を行う際の退出人数の基準を、2025年2月28日（DIVISION1第10節）からこのシーズン限りで設けた[5]。2025年2月16日のDIVISION1第8節「横浜Evs埼玉WK戦」での同様の事態がきっかけ[6][5]。

下表の赤色 は、第10節から2024-25シーズン限りで適用される。来季以降は未定。
| アンコンテストスクラムの時に 原因となるチームが退出する人数 （カード退場者を含む） | アンコンテストスクラムの時に 原因となるチームが退出する人数 （カード退場者を含む） | 2回目の事象               | 2回目の事象     | 2回目の事象          | 2回目の事象 | 2回目の事象    | 2回目の事象  | 2回目の事象               | 2回目の事象                   |
| アンコンテストスクラムの時に 原因となるチームが退出する人数 （カード退場者を含む） | アンコンテストスクラムの時に 原因となるチームが退出する人数 （カード退場者を含む） | ファウルプレー による負傷 | 出血による 負傷 | 頭部負傷 (HIAを含む) | 負傷        | イエローカード | レッドカード | 20分レッドカード (適用中) | 20分レッドカード (終了後)     |
| ---------------------------------------------------------------------------------- | ---------------------------------------------------------------------------------- | ------------------------- | --------------- | -------------------- | ----------- | -------------- | ------------ | ------------------------- | ----------------------------- |
| 1回目の事象                                                                        | ファウルプレー による負傷                                                          | 退出不要                  | 退出不要        | 退出不要             | 退出不要    | 2名退出        | 2名退出      | 2名退出                   | 1名退出                       |
| 1回目の事象                                                                        | 出血による 負傷                                                                    | 退出不要                  | 退出不要        | 退出不要             | 退出不要    | 2名退出        | 2名退出      | 2名退出                   | 1名退出                       |
| 1回目の事象                                                                        | 頭部負傷 (HIAを含む)                                                               | 退出不要                  | 退出不要        | 退出不要             | 退出不要    | 2名退出        | 2名退出      | 2名退出                   | 1名退出                       |
| 1回目の事象                                                                        | 負傷                                                                               | 退出不要                  | 退出不要        | 退出不要             | 1名退出     | 2名退出        | 2名退出      | 2名退出                   | 1名退出                       |
| 1回目の事象                                                                        | イエローカード                                                                     | 退出不要                  | 退出不要        | 退出不要             | 2名退出     | 3名退出        | 3名退出      | 3名退出                   | 退出不要 通常のスクラムを実施 |
| 1回目の事象                                                                        | レッドカード                                                                       | 退出不要                  | 退出不要        | 退出不要             | 2名退出     | 3名退出        | 3名退出      | 3名退出                   | 2名退出                       |
| 1回目の事象                                                                        | 20分レッドカード (適用中)                                                          | 退出不要                  | 退出不要        | 退出不要             | 2名退出     | 3名退出        | 3名退出      | 3名退出                   | ‐                             |
| 1回目の事象                                                                        | 20分レッドカード (終了後)                                                          | 退出不要                  | 退出不要        | 退出不要             | 1名退出     | 2名退出        | 2名退出      | 2名退出                   | 1名退出                       |

### ハーフタイムは15分に
- ハーフタイムをそれまでの12分から15分に変更された[7][8][9]。2009年に最大15分までハーフタイムを取れるようルール改正されてから[10]、国内社会人トップの大会では初めてのこと。

### 用語の変更
- 2025年1月6日、日本ラグビーフットボール協会は「新たにラグビー競技を観戦する人たちにわかりやすく伝えるため」として、用語の変更を発表した。主なものは、ノックオン→ノックフォワード、ジャッカル→スティール、 ゴールライン→トライライン、インゴールエリア→トライゾーン/トライエリアなど[11]。第4節となる1月11日(土)の試合から、順次反映させていく[12]。

### 開催地の拡大
- リーグワン初開催となる 京都府（DIVISION1で2025年3月16日に開催）と 栃木県・山梨県（DIVISION3で開催）を含む23都道府県で開催する[1]。

### 世界有力選手が参加
ワールドラグビー男子15人制・ドリームチーム・オブ・ザ・イヤー2024に選ばれた15名のうち、以下の6名がリーグワン2024-25シーズンで参加する。南アフリカ共和国の選手が多いことから、ESPN AfricaはリーグワンDIVISION1の中継配信を毎節2試合行う。
| ワールドラグビー男子15人制・ ドリームチーム・オブ・ザ・イヤー 2024 受賞者 | 受賞 背番号 | 氏名                     | 代表となる国     | リーグワン2024-25シーズン      | リーグワン2024-25シーズン | 備考                           |
| ワールドラグビー男子15人制・ ドリームチーム・オブ・ザ・イヤー 2024 受賞者 | 受賞 背番号 | 氏名                     | 代表となる国     | 所属チーム                     | 所属年数                  | 備考                           |
| ------------------------------------------------------------------------- | ----------- | ------------------------ | ---------------- | ------------------------------ | ------------------------- | ------------------------------ |
| ワールドラグビー男子15人制・ ドリームチーム・オブ・ザ・イヤー 2024 受賞者 | 2           | マルコム・マークス       | 南アフリカ共和国 | クボタスピアーズ船橋・東京ベイ | 5シーズン目               | [ 14 ]                         |
| ワールドラグビー男子15人制・ ドリームチーム・オブ・ザ・イヤー 2024 受賞者 | 6           | パブロ・マテーラ         | アルゼンチン     | 三重ホンダヒート               | 4シーズン目               | [ 15 ]                         |
| ワールドラグビー男子15人制・ ドリームチーム・オブ・ザ・イヤー 2024 受賞者 | 7           | ピーターステフ・デュトイ | 南アフリカ共和国 | トヨタヴェルブリッツ           | 4シーズン目               | [ 16 ]                         |
| ワールドラグビー男子15人制・ ドリームチーム・オブ・ザ・イヤー 2024 受賞者 | 12          | ダミアン・デアレンデ     | 南アフリカ共和国 | 埼玉パナソニックワイルドナイツ | 6シーズン目               | [ 17 ]                         |
| ワールドラグビー男子15人制・ ドリームチーム・オブ・ザ・イヤー 2024 受賞者 | 13          | ジェシー・クリエル       | 南アフリカ共和国 | 横浜キヤノンイーグルス         | 6シーズン目               | 2015年から5シーズンはNTTドコモ |
| ワールドラグビー男子15人制・ ドリームチーム・オブ・ザ・イヤー 2024 受賞者 | 14          | チェスリン・コルビ       | 南アフリカ共和国 | 東京サントリーサンゴリアス     | 2シーズン目               | [ 19 ]                         |

上記のほか、2024-25シーズンでリーグワン各チームに所属する、主な各国代表選手は以下のとおり。サバティカル（長期休暇）を利用して1シーズンのみ加入している選手、すでに国代表引退を表明した選手や元代表選手を含む。
| 国代表           | 選手（チーム・加入シーズン数） |
| ---------------- | --- |
| 南アフリカ共和国 | フランコ・モスタート（三重H・5シーズン目）、クワッガ・スミス（静岡BR・7シーズン目）、ヤスパー・ヴィーセ（浦安DR・1シーズン目）、ファフ・デクラーク（横浜E・3シーズン目）、カート＝リー・アレンゼ（相模原DB・1シーズン目） |
| ニュージーランド | ブロディ・レタリック（神戸S・2シーズン目）、サム・ケイン（東京SG・2シーズン目）、シャノン・フリゼル（BL東京・2シーズン目）、TJ・ペレナラ（BR東京・1シーズン目）、アーロン・スミス（トヨタV・2シーズン目）、リッチー・モウンガ（BL東京・2シーズン目）、アキラ・イオアネ（花園L・1シーズン目）、ショーン・スティーブンソン（S東京ベイ・2シーズン目）、【ラグビーリーグ】ジョセフ・マヌ（トヨタV、1シーズン目） |
| オーストラリア   | サム・ケレビ（サントリーに3シーズン在籍後、浦安DRで2シーズン目）、マリカ・コロインベテ（埼玉WK・4シーズン目） |
| スコットランド   | ジョージ・ターナー（神戸S・1シーズン目）、リッチー・グレイ（トヨタV・1シーズン目） |
| ウェールズ       | リース・パッチェル（GR東葛・1シーズン目） |
| サモア           | ヘンリー・タエフ（RH大阪・1シーズン目） |

### 2024-25シーズンから外国出身選手への条件緩和
- 2024年8月1日からワールドラグビーは、国代表となる条件を緩和。これまでの条件のうち、「プレーする時点の直前の60ヶ月間継続して当該国を居住地としていた」という項目が撤廃された[41][42]。外国籍の選手は、日本国内チームに60か月継続して在籍していれば、日本代表となる条件を満たす[41]。
- 2024年10月22日に、ジャパンラグビーリーグワンは、国外滞在日数の制限（年間62日以内）を撤廃し、それまでシーズンオフに2か月以上の母国帰国をしていたことなどを理由にカテゴリBとなっていた選手は、多くがカテゴリAに変更となる[43][44]。
- これにより、多くの外国出身選手が日本人選手と同じカテゴリAで出場。次項目のように、制限を設けることになった。

### 2026-27シーズンから登録区分を変更（外国出身選手への制限）
2025年5月13日、2026-27シーズンから選手の登録区分に追加カテゴリを導入することを発表した。
カテゴリAを、カテゴリA-1およびA-2に区分する。A-1は「小中学校の義務教育9年間のうち、6年以上を日本で過ごした選手」で、A-2は「A-1以外で、他協会の代表歴がなく、日本協会における48カ月以上の継続登録がある選手」。A-2の要件を満たす選手のうち、日本代表キャップを30以上持つ選手は、優遇措置としてA-1に分類する。
2024-25シーズンでは、試合出場中15人のうち日本国籍取得選手を含めた海外出身者が10人を超えるチームも現れている。2026-27シーズンからは、日本生まれなどの条件を満たした選手で8人以上がプレーすることになる。リーグワンの東海林一専務理事は「小中学生などの若年層に、リーグワンでプレーしたいという意欲を高めてもらい、国内の競技人口増加を目指す」としている。

#### 新カテゴリへの批判
リーグワンの発表直後、2024-25シーズンでカテゴリAのレメキロマノラヴァ（三重H）は「日本のためにオリンピック出てワールドカップ2回出て日本国籍をとったけどカテゴリA-2になった!」と、X（旧Twitter）で不満を表明した。
2025年5月15日、スポーツライターの大友信彦は中日スポーツで、「日本人選手と同条件でプレーする外国出身選手の権利を奪うものだ」と主張している。レメキロマノラヴァは日本国籍を取り2016年リオデジャネイロオリンピックで4位、2019年ワールドカップ日本大会ではベスト8と、過去最高レベルとなった日本チームの一員であることを挙げ、「人を大事にしない組織は衰退する」と断じた。「苦労して日本国籍を取得した選手に対する差別であり、国籍差別が大きかったトップリーグ時代よりも差別的である」としている。
同じく5月15日、スポーツジャーナリストの二宮清純は、「日本出身選手の出場機会が増えるのはいいことだ。日本のリーグだから、日本国籍を持つ選手が優遇されるのは理解できる。それならば、海外出身でも日本国籍を取得した選手も、同様に扱う（A-1とする）のが筋だ」と述べた。
5月29日、ラグビーライターの吉田宏は、日本代表30キャップ未満となる多くの海外出身選手へのリスペクトがないことを指摘。さらに、日本国籍を取得したカテゴリA-2の選手に対し、日本国憲法で保障された職業選択の自由を侵害しているのではないか、と問題視している。
詳細は「ジャパンラグビーリーグワン#選手の登録区分」を参照。

### レンタル移籍を解禁
- 2024-25シーズンから期限付き移籍（レンタル移籍）を認め、1シーズンで最大3名まで（4月1日以降は1名のみ）が移籍できる。移籍選手が移籍先でプレーオフや入替戦に出場するには、少なくとも1試合はレギュラーシーズンでプレーしていることが条件となる[52][53]。
- 2025年2月14日、吉岡義喜（静岡BR）と岡新之助タフォキタウ（東京SG）が、DIVISION2のNECグリーンロケッツ東葛へ今季限りの移籍をした[54]。

### 入替戦は2チームずつ
- 順位決定戦は、DIVISION1の上位6チームによるプレーオフトーナメント以外は行わない[9]。
- DIVISION入替戦は、前シーズンまでの3チームずつではなく2チームずつに縮小。上位DIVISIONの下位2チームと、下位DIVISIONの上位2チームとの対戦となる。また、DIVISION2とDIVISION3との入替戦でも、TMOの導入をこのシーズンから行う（DIVISION3のリーグ戦は引き続きTMOを実施しない）[9]。

### DIVISION3に新規参入
- このシーズンから、DIVISION3（3部リーグ）に3チーム（ヤクルトレビンズ、セコムラガッツ、ルリーロ福岡）が新規参入する[55][56]。これによりDIVISION1は12チーム、DIVISION2が8チーム、DIVISION3は6チームで行われる。

### 初の女性レフリー
- 桑井亜乃レフリーが、トップリーグ時代も含め、社会人ラグビー公式戦で女性として初めてレフリーを担当[57]。

### ニュージーランドクラブチームとの対戦無し
- 前2023-24シーズン途中の2月にニュージーランドのクラブチームと対戦した「THE CROSS-BORDER RUGBY」は、2024-25シーズン内では開催されない。

### マスコット総選挙を主催
前シーズンまで「ラグビーマガジン」が主催していた「ジャパンラグビーリーグワン マスコット総選挙」を、このシーズンからジャパンラグビーリーグワンが主催することになった。

### 2025年9月-10月に若手育成大会を開催
リーグワン所属チームが、各拠点をもとに東・中・西に分かれて対戦する、選手育成を目的とする新大会を2025年9月から10月にかけて開催。20チームにより20試合を実施予定。6チームは不参加となる。

## チーム
- リーグ戦（レギュラーシーズン）は、前季の順位にもとづき、6チームずつ、ほぼ同じ強さになるように2つのグループ（カンファレンス）に分ける[2][55]。
- ポストシーズンで、上位6チームによるプレーオフ（最終順位決定戦）、DIVISION2との入替戦が行われる。
- トヨタヴェルブリッツのホームスタジアムであるパロマ瑞穂ラグビー場は、2024年5月13日から2025年11月30日まで工事のため使用できない[61]。
- リコーブラックラムズ東京のホームスタジアムである駒沢オリンピック公園陸上競技場は、2025年1月3日から4月24日まで工事のため使用できない[62]。

| チーム名 （呼称）                                     | 略称      | 2024-25シーズンに ホームスタジアムとして使う会場 | 昨年度順位    |
| ----------------------------------------------------- | --------- | --- | ------------- |
| カンファレンスA                                       |           | |               |
| 東芝ブレイブルーパス東京                              | BL東京    | 味の素スタジアム（東京都調布市） Uvanceとどろきスタジアム by Fujitsu（神奈川県川崎市中原区） 大和ハウス プレミストドーム（北海道札幌市豊平区） 秩父宮ラグビー場（東京都港区）                                           | 1位           |
| 横浜キヤノンイーグルス                                | 横浜E     | 日産スタジアム（神奈川県横浜市港北区） ニッパツ三ツ沢球技場（神奈川県横浜市神奈川区） 秩父宮ラグビー場（東京都港区） クラサスドーム大分（大分県大分市）                                                                 | 4位           |
| コベルコ神戸スティーラーズ                            | 神戸S     | 神戸総合運動公園ユニバー記念競技場（兵庫県神戸市須磨区） ノエビアスタジアム神戸（兵庫県神戸市兵庫区） 東大阪市花園ラグビー場（大阪府東大阪市）                                                                          | 5位           |
| 静岡ブルーレヴズ                                      | 静岡BR    | ヤマハスタジアム（静岡県磐田市） IAIスタジアム日本平（静岡県静岡市） エコパスタジアム（静岡県袋井市） | 8位           |
| 三菱重工相模原ダイナボアーズ                          | 相模原DB  | 相模原ギオンスタジアム（神奈川県相模原市南区） 秩父宮ラグビー場（東京都港区） たけびしスタジアム京都（京都府京都市右京区） ベネックス総合運動公園かきどまり陸上競技場（長崎県長崎市）                                   | 9位           |
| 浦安D-Rocks                                           | 浦安D     | 秩父宮ラグビー場（東京都港区） えがお健康スタジアム（熊本県熊本市東区） Jヴィレッジスタジアム（福島県双葉郡広野町） キューアンドエースタジアムみやぎ（宮城県宮城郡利府町） ゼットエーオリプリスタジアム（千葉県市原市） | DIVISION2 1位 |
| カンファレンスB                                       |           | |               |
| 埼玉パナソニックワイルドナイツ （埼玉ワイルドナイツ） | 埼玉WK    | 熊谷ラグビー場（埼玉県熊谷市） | 2位           |
| 東京サントリーサンゴリアス （東京サンゴリアス）       | 東京SG    | 味の素スタジアム（東京都調布市） 秩父宮ラグビー場（東京都港区） 東大阪市花園ラグビー場（大阪府東大阪市） | 3位           |
| クボタスピアーズ船橋・東京ベイ                        | S東京ベイ | 味の素スタジアム（東京都調布市） スピアーズえどりくフィールド（東京都江戸川区） 東大阪市花園ラグビー場（大阪府東大阪市）                                                                                                | 6位           |
| トヨタヴェルブリッツ                                  | トヨタV   | 岐阜メモリアルセンター長良川競技場（岐阜県岐阜市） ミクニワールドスタジアム北九州（福岡県北九州市小倉北区） 豊田スタジアム（愛知県豊田市） 東大阪市花園ラグビー場（大阪府東大阪市）                                     | 7位           |
| リコーブラックラムズ東京 （ブラックラムズ東京）       | BR東京    | 秩父宮ラグビー場（東京都港区） 駒沢オリンピック公園総合運動場陸上競技場（東京都世田谷区） Jヴィレッジスタジアム（福島県双葉郡広野町）                                                                                   | 10位          |
| 三重ホンダヒート                                      | 三重H     | 三重交通Gスポーツの森鈴鹿サッカー・ラグビー場（三重県鈴鹿市） | 11位          |

## 順位

### リーグ戦の順位
18節（各チーム18試合）で「勝ち点」を競う。第6節から第13節までの8試合は他のカンファレンスと対戦。他は同じカンファレンスで対戦する。
| \| \| JAPAN RUGBY LEAGUE ONE 2024-25 順位表（2025年6月1日時点）出典：[64][65] \| 編集 \| | | | | | | | | | | | | | | | | | |
| リーグ戦 順位 | カンファレンス | チーム | 試合数 | 勝ち点 | 勝 | 分 | 負 | 得点 | 失点 | 得失点差 | T | G | PG | DG | 反則数 | プレーオフ (PO) / 入替戦 | 結果 |
| 優勝 | A | 東芝ブレイブルーパス東京 | 18 | 71 | 15 | 1 | 2 | 741 | 480 | 261 | 110 | 91 | 3 | 0 | 182 | 第13節でPO進出決定 | 優勝 |
| 2位 | B | 埼玉パナソニックワイルドナイツ | 18 | 71 | 14 | 2 | 2 | 727 | 437 | 290 | 99 | 71 | 30 | 0 | 161 | 第14節でPO進出決定 | 準決勝敗退 (4位) |
| 3位 | B | クボタスピアーズ船橋・東京ベイ | 18 | 69 | 14 | 2 | 2 | 606 | 361 | 245 | 87 | 54 | 20 | 1 | 179 | 第14節でPO進出決定 | 準優勝 |
| 4位 | A | 静岡ブルーレヴズ | 18 | 63 | 14 | 0 | 4 | 616 | 504 | 112 | 91 | 64 | 11 | 0 | 223 | 第15節でPO進出決定 | 準々決勝敗退（5位） |
| 5位 | A | コベルコ神戸スティーラーズ | 18 | 51 | 10 | 0 | 8 | 642 | 509 | 133 | 93 | 69 | 13 | 0 | 219 | 第16節でPO進出決定 | 準決勝敗退 (3位) |
| 6位 | B | 東京サントリーサンゴリアス | 18 | 40 | 8 | 2 | 8 | 542 | 568 | -26 | 73 | 48 | 26 | 1 | 179 | 第17節最終戦「横浜E対神戸S」でPO進出決定 | 準々決勝敗退（6位） |
| 7位 | B | リコーブラックラムズ東京 | 18 | 33 | 6 | 0 | 12 | 504 | 521 | -17 | 71 | 46 | 19 | 0 | 201 | | ‐ |
| 8位 | A | 横浜キヤノンイーグルス | 18 | 30 | 6 | 0 | 12 | 518 | 566 | -48 | 73 | 54 | 15 | 0 | 187 | | ‐ |
| 9位 | A | 三菱重工相模原ダイナボアーズ | 18 | 26 | 6 | 0 | 12 | 436 | 653 | -217 | 61 | 43 | 15 | 0 | 232 | | ‐ |
| 10位 | B | トヨタヴェルブリッツ | 18 | 24 | 4 | 1 | 13 | 445 | 617 | -172 | 65 | 42 | 12 | 0 | 214 | | ‐ |
| 11位 | B | 三重ホンダヒート | 18 | 18 | 4 | 0 | 14 | 417 | 711 | -294 | 60 | 39 | 13 | 0 | 208 | 第17節で「11位・入替戦出場」が確定 | 残留 |
| 12位 | A | 浦安D-Rocks | 18 | 14 | 3 | 0 | 15 | 465 | 732 | -267 | 66 | 48 | 13 | 0 | 223 | 第17節で「12位・入替戦出場」が確定 | 残留 |
| | | | | | | | | | | | | | | | | | |
| - 勝ち点は、勝ち4点、引き分け2点、負け0点。 - ただし、7点差以内の負けは1点を付与、3トライ差以上での勝ちは追加で1点を付与。 - 同じ勝ち点である場合は下記の順番で順位を決定する。 1. 勝ち点 2. 勝利数 3. ①および②が同数であったチーム間の勝ち点 4. ①、②および③が同数であったチーム間の得失点差 5. 全試合の得失点差 6. 当該チーム間のトライ数 7. 全試合でのトライ数 8. 当該チーム間のトライ後のゴール数 9. 全試合でのトライ後のゴール数 10. 抽選 | - 勝ち点は、勝ち4点、引き分け2点、負け0点。 - ただし、7点差以内の負けは1点を付与、3トライ差以上での勝ちは追加で1点を付与。 - 同じ勝ち点である場合は下記の順番で順位を決定する。 1. 勝ち点 2. 勝利数 3. ①および②が同数であったチーム間の勝ち点 4. ①、②および③が同数であったチーム間の得失点差 5. 全試合の得失点差 6. 当該チーム間のトライ数 7. 全試合でのトライ数 8. 当該チーム間のトライ後のゴール数 9. 全試合でのトライ後のゴール数 10. 抽選 | - 勝ち点は、勝ち4点、引き分け2点、負け0点。 - ただし、7点差以内の負けは1点を付与、3トライ差以上での勝ちは追加で1点を付与。 - 同じ勝ち点である場合は下記の順番で順位を決定する。 1. 勝ち点 2. 勝利数 3. ①および②が同数であったチーム間の勝ち点 4. ①、②および③が同数であったチーム間の得失点差 5. 全試合の得失点差 6. 当該チーム間のトライ数 7. 全試合でのトライ数 8. 当該チーム間のトライ後のゴール数 9. 全試合でのトライ後のゴール数 10. 抽選 | - 勝ち点は、勝ち4点、引き分け2点、負け0点。 - ただし、7点差以内の負けは1点を付与、3トライ差以上での勝ちは追加で1点を付与。 - 同じ勝ち点である場合は下記の順番で順位を決定する。 1. 勝ち点 2. 勝利数 3. ①および②が同数であったチーム間の勝ち点 4. ①、②および③が同数であったチーム間の得失点差 5. 全試合の得失点差 6. 当該チーム間のトライ数 7. 全試合でのトライ数 8. 当該チーム間のトライ後のゴール数 9. 全試合でのトライ後のゴール数 10. 抽選 | - 勝ち点は、勝ち4点、引き分け2点、負け0点。 - ただし、7点差以内の負けは1点を付与、3トライ差以上での勝ちは追加で1点を付与。 - 同じ勝ち点である場合は下記の順番で順位を決定する。 1. 勝ち点 2. 勝利数 3. ①および②が同数であったチーム間の勝ち点 4. ①、②および③が同数であったチーム間の得失点差 5. 全試合の得失点差 6. 当該チーム間のトライ数 7. 全試合でのトライ数 8. 当該チーム間のトライ後のゴール数 9. 全試合でのトライ後のゴール数 10. 抽選 | - 勝ち点は、勝ち4点、引き分け2点、負け0点。 - ただし、7点差以内の負けは1点を付与、3トライ差以上での勝ちは追加で1点を付与。 - 同じ勝ち点である場合は下記の順番で順位を決定する。 1. 勝ち点 2. 勝利数 3. ①および②が同数であったチーム間の勝ち点 4. ①、②および③が同数であったチーム間の得失点差 5. 全試合の得失点差 6. 当該チーム間のトライ数 7. 全試合でのトライ数 8. 当該チーム間のトライ後のゴール数 9. 全試合でのトライ後のゴール数 10. 抽選 | - 勝ち点は、勝ち4点、引き分け2点、負け0点。 - ただし、7点差以内の負けは1点を付与、3トライ差以上での勝ちは追加で1点を付与。 - 同じ勝ち点である場合は下記の順番で順位を決定する。 1. 勝ち点 2. 勝利数 3. ①および②が同数であったチーム間の勝ち点 4. ①、②および③が同数であったチーム間の得失点差 5. 全試合の得失点差 6. 当該チーム間のトライ数 7. 全試合でのトライ数 8. 当該チーム間のトライ後のゴール数 9. 全試合でのトライ後のゴール数 10. 抽選 | - 勝ち点は、勝ち4点、引き分け2点、負け0点。 - ただし、7点差以内の負けは1点を付与、3トライ差以上での勝ちは追加で1点を付与。 - 同じ勝ち点である場合は下記の順番で順位を決定する。 1. 勝ち点 2. 勝利数 3. ①および②が同数であったチーム間の勝ち点 4. ①、②および③が同数であったチーム間の得失点差 5. 全試合の得失点差 6. 当該チーム間のトライ数 7. 全試合でのトライ数 8. 当該チーム間のトライ後のゴール数 9. 全試合でのトライ後のゴール数 10. 抽選 | - 勝ち点は、勝ち4点、引き分け2点、負け0点。 - ただし、7点差以内の負けは1点を付与、3トライ差以上での勝ちは追加で1点を付与。 - 同じ勝ち点である場合は下記の順番で順位を決定する。 1. 勝ち点 2. 勝利数 3. ①および②が同数であったチーム間の勝ち点 4. ①、②および③が同数であったチーム間の得失点差 5. 全試合の得失点差 6. 当該チーム間のトライ数 7. 全試合でのトライ数 8. 当該チーム間のトライ後のゴール数 9. 全試合でのトライ後のゴール数 10. 抽選 | - 勝ち点は、勝ち4点、引き分け2点、負け0点。 - ただし、7点差以内の負けは1点を付与、3トライ差以上での勝ちは追加で1点を付与。 - 同じ勝ち点である場合は下記の順番で順位を決定する。 1. 勝ち点 2. 勝利数 3. ①および②が同数であったチーム間の勝ち点 4. ①、②および③が同数であったチーム間の得失点差 5. 全試合の得失点差 6. 当該チーム間のトライ数 7. 全試合でのトライ数 8. 当該チーム間のトライ後のゴール数 9. 全試合でのトライ後のゴール数 10. 抽選 | - 勝ち点は、勝ち4点、引き分け2点、負け0点。 - ただし、7点差以内の負けは1点を付与、3トライ差以上での勝ちは追加で1点を付与。 - 同じ勝ち点である場合は下記の順番で順位を決定する。 1. 勝ち点 2. 勝利数 3. ①および②が同数であったチーム間の勝ち点 4. ①、②および③が同数であったチーム間の得失点差 5. 全試合の得失点差 6. 当該チーム間のトライ数 7. 全試合でのトライ数 8. 当該チーム間のトライ後のゴール数 9. 全試合でのトライ後のゴール数 10. 抽選 | - 勝ち点は、勝ち4点、引き分け2点、負け0点。 - ただし、7点差以内の負けは1点を付与、3トライ差以上での勝ちは追加で1点を付与。 - 同じ勝ち点である場合は下記の順番で順位を決定する。 1. 勝ち点 2. 勝利数 3. ①および②が同数であったチーム間の勝ち点 4. ①、②および③が同数であったチーム間の得失点差 5. 全試合の得失点差 6. 当該チーム間のトライ数 7. 全試合でのトライ数 8. 当該チーム間のトライ後のゴール数 9. 全試合でのトライ後のゴール数 10. 抽選 | - 勝ち点は、勝ち4点、引き分け2点、負け0点。 - ただし、7点差以内の負けは1点を付与、3トライ差以上での勝ちは追加で1点を付与。 - 同じ勝ち点である場合は下記の順番で順位を決定する。 1. 勝ち点 2. 勝利数 3. ①および②が同数であったチーム間の勝ち点 4. ①、②および③が同数であったチーム間の得失点差 5. 全試合の得失点差 6. 当該チーム間のトライ数 7. 全試合でのトライ数 8. 当該チーム間のトライ後のゴール数 9. 全試合でのトライ後のゴール数 10. 抽選 | - 勝ち点は、勝ち4点、引き分け2点、負け0点。 - ただし、7点差以内の負けは1点を付与、3トライ差以上での勝ちは追加で1点を付与。 - 同じ勝ち点である場合は下記の順番で順位を決定する。 1. 勝ち点 2. 勝利数 3. ①および②が同数であったチーム間の勝ち点 4. ①、②および③が同数であったチーム間の得失点差 5. 全試合の得失点差 6. 当該チーム間のトライ数 7. 全試合でのトライ数 8. 当該チーム間のトライ後のゴール数 9. 全試合でのトライ後のゴール数 10. 抽選 | - 勝ち点は、勝ち4点、引き分け2点、負け0点。 - ただし、7点差以内の負けは1点を付与、3トライ差以上での勝ちは追加で1点を付与。 - 同じ勝ち点である場合は下記の順番で順位を決定する。 1. 勝ち点 2. 勝利数 3. ①および②が同数であったチーム間の勝ち点 4. ①、②および③が同数であったチーム間の得失点差 5. 全試合の得失点差 6. 当該チーム間のトライ数 7. 全試合でのトライ数 8. 当該チーム間のトライ後のゴール数 9. 全試合でのトライ後のゴール数 10. 抽選 | - 勝ち点は、勝ち4点、引き分け2点、負け0点。 - ただし、7点差以内の負けは1点を付与、3トライ差以上での勝ちは追加で1点を付与。 - 同じ勝ち点である場合は下記の順番で順位を決定する。 1. 勝ち点 2. 勝利数 3. ①および②が同数であったチーム間の勝ち点 4. ①、②および③が同数であったチーム間の得失点差 5. 全試合の得失点差 6. 当該チーム間のトライ数 7. 全試合でのトライ数 8. 当該チーム間のトライ後のゴール数 9. 全試合でのトライ後のゴール数 10. 抽選 | - 上位6チームは、プレーオフへ進出。 - 1位と2位には、 プレーオフ1回戦が免除され、 準々決勝から出場するシード権が与えられる。 - 11位はDIVISION2の2位と、 12位はDIVISION2の1位と、 それぞれ入替戦を行う。 | - 上位6チームは、プレーオフへ進出。 - 1位と2位には、 プレーオフ1回戦が免除され、 準々決勝から出場するシード権が与えられる。 - 11位はDIVISION2の2位と、 12位はDIVISION2の1位と、 それぞれ入替戦を行う。 |
| | JAPAN RUGBY LEAGUE ONE 2024-25 順位表（2025年6月1日時点）出典： | 編集 | | | | | | | | | | | | | | | |

## 受賞者
出典：
年間表彰式「NTTジャパンラグビー リーグワン2024-25 アワード」の各賞受賞者のうち、主にDIVISION1に関連するもの。別ページの「DIVISION2 受賞者」「DIVISION3 受賞者」も参照のこと。
2025年5月11日にリーグ戦全試合が終了し個人成績が確定したことに伴い、得点王、最多トライゲッターを発表。5月20日にベストキッカー、ベストラインブレイカー、ベストタックラーを発表。5月21日にフェアプレーチーム賞を発表。6月2日に「NTTジャパンラグビー リーグワン2024-25 アワード」を開催し表彰。

### チーム表彰
- DIVISION1 優勝：東芝ブレイブルーパス東京【2回目・2季連続】
- DIVISION1 2位：クボタスピアーズ船橋・東京ベイ
- DIVISION1 3位：コベルコ神戸スティーラーズ
- DIVISION1 4位：埼玉パナソニックワイルドナイツ
- DIVISION1 フェアプレーチーム賞：クボタスピアーズ船橋・東京ベイ [77]【2回目・2季ぶり】- 反則数をポイント化し集計、DIVISION1で最少となる。

### 個人表彰
- DIVISION1 MVP：リッチー・モウンガ（BL東京）【2回目・2季連続】
- 新人賞：北村瞬太郎（静岡BR）- 全DIVISIONで1人のみを表彰
- DIVISION1 得点王：山沢京平【初】（埼玉WK）-  209得点（5T、50G、28PG）[78] 日本人の得点王はトップリーグ2016-2017シーズンの小野晃征（サントリー）以来、8年ぶり[79]。
- DIVISION1 最多トライゲッター：ジョネ・ナイカブラ【初】（BL東京）-  15トライ [78]
- DIVISION1 ベストキッカー：山沢京平【初】（埼玉WK）- 成功率82.1％（G: 67回中50回成功 74.6％、PG: 28回中28回成功 100％）[80]
- DIVISION1 ベストタックラー：リーチマイケル【初】（BL東京）- タックル数303回、成功数269回、成功率88.8％[80]
- DIVISION1 ベストラインブレイカー：ジョネ・ナイカブラ【初】（BL東京）- 26回[80]
- DIVISION1 優秀ヘッドコーチ賞：トッド・ブラックアダー 【2回目・2季連続】
- ベストホイッスル賞：古瀬健樹 【3回目・3季連続】- 全DIVISIONで1人のみを表彰

### ベストフィフティーン
メディア投票、DICISION1監督・ヘッドコーチ投票、DIVISION1キャプテン投票、ファン投票、表彰選考委員投票により決定。
| ポジション | 受賞者               | 所属      | 受賞歴         |     | ポジション           | 受賞者 | 所属           | 受賞歴 |
| PR1        | 木村星南             | BL東京    | 2回目・2季連続 | SH  | TJ・ペレナラ         | BR東京 | 初             |        |
| HO         | マルコム・マークス   | S東京ベイ | 2回目・2季ぶり | SO  | リッチー・モウンガ   | BL東京 | 2回目・2季連続 |        |
| PR3        | オペティ・ヘル       | S東京ベイ | 4回目・4季連続 | CTB | ダミアン・デアレンデ | 埼玉WK | 2回目・2季連続 |        |
| LO         | ワーナー・ディアンズ | BL東京    | 3回目・3季連続 | CTB | ディラン・ライリー   | 埼玉WK | 4回目・4季連続 |        |
| LO         | ブロディ・レタリック | 神戸S     | 初             | WTB | ヴァレンス・テファレ | 静岡BR | 初             |        |
| FL         | クワッガ・スミス     | 静岡BR    | 3回目・2季ぶり | WTB | ジョネ・ナイカブラ   | BL東京 | 初             |        |
| FL         | ビリー・ハーモン     | 横浜E     | 初             | FB  | 松永拓朗             | BL東京 | 初             |        |
| NO8        | リーチマイケル       | BL東京    | 初             |     |                      |        |                |        |

### プレイヤーズ・チョイス・プライズ
選手によって自ら受賞対象選手を選ぶ賞。
- DIVISION1 プレーヤー・オブ・ザ・シーズン：リッチー・モウンガ【2回目・2季連続】- 対戦相手として、最も苦しめられた選手に贈られる賞。
- DIVISION1 ゴールデンショルダー：リーチマイケル【初】- 数字には表れない、実際に受けたタックルから選ぶベストタックラーに贈られる賞。
- 社会貢献賞：浦安D-Rocks【初】 - 受賞理由：ホストゲームでの温室効果ガス排出に対し117.7トンのカーボンオフセットを実施。また、スタジアムでは環境啓発や分別促進、廃油・衣類などの回収を通じた資源循環を推進。さらに、がん治療研究支援の「deleteCマッチ」では、観戦アクションを寄付に変える仕組みを導入し、約72万円の寄付を実現。スポーツを通じた社会貢献の新たなモデルを築いている。

## 大会記録

### レギュラーシーズン27戦無敗
埼玉WKは、2022-23シーズン第16節（2023年4月22日BL東京戦で勝利）から、2024-25シーズン第10節（2025年3月2日神戸S戦で勝利）まで、「27戦無敗」（26勝1引き分け）を記録した。

### レギュラーシーズンのビジター53戦無敗
埼玉WKは、トップリーグ2015-16シーズン第4節（2015年12月5日NTTコミュニケーションズシャイニングアークス戦で勝利）から、2024-25シーズン第9節（2025年2月22日相模原DB戦で勝利）まで、「レギュラーシーズンのビジターでの53戦無敗」（51勝2引き分け）を記録した。

### 全試合フル出場選手
- ジャック・コーネルセン（埼玉WK）- レギュラーシーズンと準々決勝・準決勝（敗退）までの全20試合において、毎回80分フル出場し、全ディビジョンで唯一達成[86][87]。

### えどりく全勝記録更新
S東京ベイは、スピアーズえどりくフィールド（江戸川区陸上競技場）での試合において、24戦24勝の全勝（不敗）記録となった。これは、トップリーグ時代の2019年6月22日コカ・コーラレッドスパークス戦で江戸川区陸上競技場を初めて使用し勝利して以来、続く記録である（2021年3勝、2022年5勝、2023年8勝、2024年1勝、2025年6勝）。次にこの会場を使うのは翌2025-26シーズンとなる。

### 1000得点達成選手
- 田村優（横浜E） - 2025年3月22日（第12節・S東京ベイ戦）：国内トップのリーグ（トップリーグとリーグワンの通算）での1000得点達成は、ニコラスライアン（2013年8月30日達成）[91]、五郎丸歩（2015年11月14日達成）[92]に続いて、史上3人目[93]。

### 100試合出場達成選手
このシーズンで、100試合出場を達成した選手。トップリーグのリーグ戦とリーグワンの公式戦出場の通算記録。
ジャパンラグビーリーグワン公式では、トップリーグ時代のカウントにおいて、順位決定戦や、日本選手権などトップリーグ以外の重要な公式戦の数を含まない。このため実際の公式戦出場数より少なくカウントされ、表彰時期は遅れる。試合会場での記念撮影では、リーグワンが用意した「100試合出場達成」のパネルを使用している。
チーム独自の出場数のカウントでは、トップリーグ時代において、順位決定戦や日本選手権など重要な対戦など、すべてのチーム公式戦を含むため、実態に即している。記念Tシャツなどを製作することがあり、リーグワン公式でのカウントよりも盛り上がる傾向が高い。試合会場での記念撮影では、リーグワン公式の「100試合出場達成」のパネルを使用しない。
★印はジャパンラグビーリーグワン公式で表彰。
- 伊藤平一郎（静岡BR） - 2024年12月21日（第1節・神戸S戦）[98][99]：トップリーグ61試合、リーグワン39試合
- ★小倉順平（横浜E） - 2024年12月22日（第1節・Bl東京戦）[100]：トップリーグ49試合（日本選手権などは含まない）、リーグワン51試合
- ★彦坂圭克（トヨタV） - 2024年12月28日（第2節・三重H戦）[101]：トップリーグ60試合（日本選手権などは含まない）、リーグワン40試合
- ★嶋田直人（横浜E） - 2024年12月29日（第2節・神戸S戦）[102]：トップリーグ53試合（日本選手権などは含まない）、リーグワン47試合
- 中村亮土（東京SG） - 2025年1月12日（第4節・S東京ベイ戦）[103]：トップリーグ55試合、リーグワン45試合
- 垣永真之介（東京SG） - 2025年1月19日（第5節・三重H戦）[104]：トップリーグ60試合、リーグワン40試合
- ★ヴァルアサエリ愛（埼玉WK）- 2025年2月1日（第6節・浦安DR節）[105]：トップリーグ51試合（日本選手権などは含まない）、リーグワン49試合
- ★流大（東京SG） - 2025年2月22日（第9節・浦安DR戦）[106][107]：トップリーグ52試合、リーグワン48試合。2024年4月7日（リーグワン2023-24第12節・神戸S戦）にも、別条件の試合数カウントによって「サンゴリアス通算100試合達成」として告知され、記念グッズも販売された[108][109][95]。
- ★中村駿太（横浜E） - 2025年3月2日（第10節・東京SG戦）[110]：トップリーグ44試合（日本選手権などは含まない）、リーグワン56試合
- 松島幸太朗（東京SG）- 2025年3月29日（第13節・静岡BR戦）[111][112][113]：トップリーグ63試合（日本選手権などを含む）、リーグワン37試合（2024年クロスボーダーラグビーブルーズ戦を含む）
- ★坂手淳史（埼玉WK）-  2025年4月5日（第14節・トヨタV戦）[114][115]：トップリーグ42試合（日本選手権などは含まない）、リーグワン58試合
- ★森川由紀乙（東京SG）- 2025年4月5日（第14節・三重H戦）[116]：トップリーグ50試合（日本選手権などは含まない）、リーグワン50試合
- ★茂野海人（トヨタV）-  2025年4月5日（第14節・埼玉WK戦）[117]：トップリーグ59試合（日本選手権などは含まない）、リーグワン41試合
- ★山下楽平（神戸S）- 2025年4月12日（第15節・浦安DR戦）[118]：トップリーグ47試合（日本選手権などは含まない）、リーグワン53試合
- カーン・ヘスケス（DIVISION3 LR福岡）- 2025年5月4日（DIVISION3 第14節・SA広島戦）[119]：トップリーグ85試合、リーグワン15試合[120]
- ★ラファエレティモシー（神戸S）- 2025年5月10日（第18節・静岡BR戦）[121]：トップリーグ51試合（日本選手権などは含まない）、リーグワン49試合
- ★堀江恭佑（DIVISION2 日野RD）- 2025年5月10日（第14節・江東BS戦）[122][123]：トップリーグ70試合（日本選手権などは含まない）、リーグワン30試合
- ヴィリアミ ・タヒトゥア（静岡BR）- 2025年5月17日（プレーオフ準々決勝・神戸S戦）：トップリーグ45試合（日本選手権などを含む）、リーグワン55試合
- ★トゥパフィナウ（S船橋東京ベイ）- 2025年5月18日（プレーオフ準々決勝・東京SG戦）：トップリーグ46試合（日本選手権などは含まない）、リーグワン54試合[124]

### 150試合出場達成選手
★印はジャパンラグビーリーグワン公式で表彰。トップリーグのリーグ戦（日本選手権やカップ戦などを含まない）とリーグワンの公式戦出場の通算記録。それ以外は、チーム独自のカウントにより、日本選手権などトップリーグ以外の重要な公式戦も加算されたもの。
- ★日和佐篤（神戸S） - 2025年1月19日（第5節・浦安DR戦）[125][126][127]：トップリーグ109試合（日本選手権やカップ戦などを含まない）、リーグワン41試合
- 田村優（横浜E） - 2025年2月16日（第8節・埼玉WK戦）[128]：トップリーグ99試合（日本選手権やカップ戦などを含む）、リーグワン51試合
- 大戸裕矢（静岡BR） - 2025年3月2日（第10節・三重H戦）：トップリーグ時代99試合（日本選手権やカップ戦などを含む）[129]、リーグワン51試合[130][131]
- 日野剛志（静岡BR） - 2025年3月22日（第12節・BR東京戦）：トップリーグ時代96試合（日本選手権やカップ戦などを含む）、リーグワン54試合[132]
- ★安江祥光（相模原DB） - 2025年3月22日（第12節・トヨタV戦）：トップリーグ時代109試合（日本選手権やカップ戦などを含まない）、リーグワン41試合[133][134]
- リーチマイケル（BL東京）- 2025年4月12日（第15節・静岡BR戦）：トップリーグ時代94試合（日本選手権やカップ戦などを含まない）、リーグワン56試合[135][136][137]

## リーグ戦
左側がホストチームで、右側がビジターチーム。「3トライ差以上の勝ち」「7点差以内の負け」で1BP（ボーナスポイント）を付与。【プレイヤー・オブ・ザ・マッチ】の数字は背番号。

### 第1節
| 2024年12月21日(土) 12:10 | 三重ホンダヒート        | 23-21 | リコーブラックラムズ東京 (1 BP) | 三重交通Gスポーツの杜 鈴鹿サッカー・ラグビー場, 三重県鈴鹿市 観客数: 2,868人 レフリー: 滑川剛人（日本協会A） |
| 2024年12月21日(土) 12:10 | タイムライン 結果配信表 |       |                                 | 三重交通Gスポーツの杜 鈴鹿サッカー・ラグビー場, 三重県鈴鹿市 観客数: 2,868人 レフリー: 滑川剛人（日本協会A） |

【プレイヤー・オブ・ザ・マッチ】三重H（10）マヌ・ヴニポラ
- 三重Hがホストゲームで勝利するのは、リーグワンDVISION1で初めて[138]。

| 2024年12月21日(土) 14:01 | 静岡ブルーレヴズ        | 15-13 | コベルコ神戸スティーラーズ (1 BP) | ヤマハスタジアム, 静岡県磐田市 観客数: 8,498人 レフリー: 川原佑（日本協会A） |
| 2024年12月21日(土) 14:01 | タイムライン 結果配信表 |       |                                   | ヤマハスタジアム, 静岡県磐田市 観客数: 8,498人 レフリー: 川原佑（日本協会A） |

【プレイヤー・オブ・ザ・マッチ】静岡BR（20）ヴェティ・トゥポウ
- 静岡BRの伊藤平一郎は、公式戦100キャップ達成[98][99]。

| 2024年12月21日(土) 14:30 | 東京サントリーサンゴリアス | 12-33 | 埼玉パナソニックワイルドナイツ (1 BP) | 味の素スタジアム, 東京都調布市 観客数: 20,263人 レフリー: 古瀬健樹（日本協会A） |
| 2024年12月21日(土) 14:30 | タイムライン 結果配信表    |       |                                       | 味の素スタジアム, 東京都調布市 観客数: 20,263人 レフリー: 古瀬健樹（日本協会A） |

【プレイヤー・オブ・ザ・マッチ】埼玉WK（11）長田智希
| 2024年12月22日(日) 14:30 | クボタスピアーズ船橋・東京ベイ | 30-27 | トヨタヴェルブリッツ (1 BP) | 秩父宮ラグビー場, 東京都港区 観客数: 12,358人 レフリー: 手束伊吹（日本協会A） |
| 2024年12月22日(日) 14:30 | タイムライン 結果配信表        |       |                             | 秩父宮ラグビー場, 東京都港区 観客数: 12,358人 レフリー: 手束伊吹（日本協会A） |

【プレイヤー・オブ・ザ・マッチ】S東京ベイ（10）バーナード・フォーリー
| 2024年12月22日(日) 14:30 | 三菱重工相模原ダイナボアーズ | 31-19 | 浦安D-Rocks | 相模原ギオンスタジアム, 神奈川県相模原市南区 観客数: 6,607人 レフリー: 梶原晃久（日本協会A） |
| 2024年12月22日(日) 14:30 | タイムライン 結果配信表      |       |             | 相模原ギオンスタジアム, 神奈川県相模原市南区 観客数: 6,607人 レフリー: 梶原晃久（日本協会A） |

【プレイヤー・オブ・ザ・マッチ】相模原DB（15）カート＝リー・アレンゼ
| 2024年12月22日(日) 15:05 | 横浜キヤノンイーグルス (1 BP) | 21-28 | 東芝ブレイブルーパス東京 | 日産スタジアム, 神奈川県横浜市港北区 観客数: 22,871人 レフリー: 山内昂輝（日本協会A） |
| 2024年12月22日(日) 15:05 | タイムライン 結果配信表       |       |                          | 日産スタジアム, 神奈川県横浜市港北区 観客数: 22,871人 レフリー: 山内昂輝（日本協会A） |

【プレイヤー・オブ・ザ・マッチ】BL東京（12）眞野泰地
- 横浜Eの小倉順平は、公式戦100キャップ達成[100]。

### 第2節
| 2024年12月28日(土) 13:00 | リコーブラックラムズ東京 | 33-32 | 東京サントリーサンゴリアス (1 BP) | 秩父宮ラグビー場, 東京都港区 観客数: 8,169人 レフリー: 川原佑（日本協会A） |
| 2024年12月28日(土) 13:00 | タイムライン 結果配信表  |       |                                   | 秩父宮ラグビー場, 東京都港区 観客数: 8,169人 レフリー: 川原佑（日本協会A） |

【プレーヤー・オブ・ザ・マッチ】BR東京（9）TJ・ペレナラ
| 2024年12月28日(土) 13:05 | 浦安D-Rocks             | 19-62 | 静岡ブルーレヴズ (1 BP) | えがお健康スタジアム, 熊本県熊本市東区 観客数: 2,603人 レフリー: 手束伊吹（日本協会A） |
| 2024年12月28日(土) 13:05 | タイムライン 結果配信表 |       |                         | えがお健康スタジアム, 熊本県熊本市東区 観客数: 2,603人 レフリー: 手束伊吹（日本協会A） |

【プレーヤー・オブ・ザ・マッチ】静岡BR（11）マロ・ツイタマ
- 【追加的処分】ローレンス・エラスマス (浦安DR) → イエローカード累積3枚により、1週間の（第3節）出場停止[139]

| 2024年12月28日(土) 14:30 | 埼玉パナソニックワイルドナイツ | 26-24 | クボタスピアーズ船橋・東京ベイ (1 BP) | 熊谷スポーツ文化公園ラグビー場, 埼玉県熊谷市 観客数: 10,464人 レフリー: 山内昂輝（日本協会A） |
| 2024年12月28日(土) 14:30 | タイムライン 結果配信表        |       |                                       | 熊谷スポーツ文化公園ラグビー場, 埼玉県熊谷市 観客数: 10,464人 レフリー: 山内昂輝（日本協会A） |

【プレーヤー・オブ・ザ・マッチ】埼玉WK（10）山沢京平
| 2024年12月28日(土) 14:40 | トヨタヴェルブリッツ (1 BP) | 17-21 | 三重ホンダヒート | 岐阜メモリアルセンター長良川競技場, 岐阜県岐阜市 観客数: 5,901人 レフリー: Marcus Playle（ニュージーランド） |
| 2024年12月28日(土) 14:40 | タイムライン 結果配信表     |       |                  | 岐阜メモリアルセンター長良川競技場, 岐阜県岐阜市 観客数: 5,901人 レフリー: Marcus Playle（ニュージーランド） |

【プレーヤー・オブ・ザ・マッチ】三重H（21）土永雷
- トヨタVの彦坂圭克は、公式戦100キャップ達成[101]。
- 三重HがトヨタVに勝利するのは、1992年10月18日に第35回関西社会人Aリーグにおいて「本田技研鈴鹿VSトヨタ自動車」で35-28で本田技研鈴鹿が勝利して以来、32年2か月ぶり[140][141]。

| 2024年12月29日(日) 13:00 | 東芝ブレイブルーパス東京 (1 BP) | 61-8 | 三菱重工相模原ダイナボアーズ | 味の素スタジアム, 東京都調布市 観客数: 10,471人 レフリー: 古瀬健樹（日本協会A） |
| 2024年12月29日(日) 13:00 | タイムライン 結果配信表         |      |                              | 味の素スタジアム, 東京都調布市 観客数: 10,471人 レフリー: 古瀬健樹（日本協会A） |

【プレーヤー・オブ・ザ・マッチ】BL東京（15）松永拓朗
- 相模原DBのエピネリ・ウルイヴァイティは、イエローカードからオフ・フィールド・レビューによって20分レッドカードへ格上げされた。リーグワンで前シーズン（2023-24シーズン）から採用された20分レッドカードにおいて、2年目2024-25シーズン最初の適用者となった[142]。
- 【追加的処分】エピネリ・ウルイヴァイティ (相模原DB) → 4週間の（第3節～第6節）出場停止[143]

| 2024年12月29日(日) 14:30 | コベルコ神戸スティーラーズ (1 BP) | 36-18 | 横浜キヤノンイーグルス | ノエビアスタジアム神戸, 兵庫県神戸市兵庫区 観客数: 15,292人 レフリー: 滑川剛人（日本協会A） |
| 2024年12月29日(日) 14:30 | タイムライン 結果配信表           |       |                        | ノエビアスタジアム神戸, 兵庫県神戸市兵庫区 観客数: 15,292人 レフリー: 滑川剛人（日本協会A） |

【プレーヤー・オブ・ザ・マッチ】神戸S（13）マイケル・リトル

- 横浜Eの嶋田直人は、公式戦100キャップ達成[102]。

### 第3節
| 2025年1月4日(土) 12:00 | 浦安D-Rocks             | 12-40 | 横浜キヤノンイーグルス (1 BP) | Jヴィレッジスタジアム, 福島県双葉郡広野町 観客数: 1,455人 レフリー: 関谷惇大（日本協会A） |
| 2025年1月4日(土) 12:00 | タイムライン 結果配信表 |       |                               | Jヴィレッジスタジアム, 福島県双葉郡広野町 観客数: 1,455人 レフリー: 関谷惇大（日本協会A） |

【プレーヤー・オブ・ザ・マッチ】横浜E（10）田村優
【追加的処分】ブロディ・マカスケル (浦安DR) → 2試合の（第4節～第5節）出場停止
| 2025年1月4日(土) 12:00 | 三菱重工相模原ダイナボアーズ (1 BP) | 34-40 | 静岡ブルーレヴズ | 秩父宮ラグビー場, 東京都港区 観客数: 4,824人 レフリー: 滑川剛人（日本協会A） |
| 2025年1月4日(土) 12:00 | レポート 結果配信表                 |       |                  | 秩父宮ラグビー場, 東京都港区 観客数: 4,824人 レフリー: 滑川剛人（日本協会A） |

【プレーヤー・オブ・ザ・マッチ】静岡BR（11）マロ・ツイタマ
| 2025年1月4日(土) 13:00 | リコーブラックラムズ東京 | 16-39 | 埼玉パナソニックワイルドナイツ (1 BP) | 駒沢オリンピック公園総合運動場陸上競技場, 東京都世田谷区 観客数: 8,403人 レフリー: 近藤雅喜（日本協会） |
| 2025年1月4日(土) 13:00 | タイムライン 結果配信表  |       |                                       | 駒沢オリンピック公園総合運動場陸上競技場, 東京都世田谷区 観客数: 8,403人 レフリー: 近藤雅喜（日本協会） |

【プレーヤー・オブ・ザ・マッチ】埼玉WK（11）長田智希
- 会場の駒沢オリンピック公園総合運動場は、2025年4月まで改修工事のため、今季での使用はこの試合のみとなる[145]。

| 2025年1月4日(土) 14:30 | 東京サントリーサンゴリアス | 30-30 | トヨタヴェルブリッツ | 味の素スタジアム, 東京都調布市 観客数: 15,914人 レフリー: 手束伊吹（日本協会A） |
| 2025年1月4日(土) 14:30 | タイムライン 結果配信表    |       |                      | 味の素スタジアム, 東京都調布市 観客数: 15,914人 レフリー: 手束伊吹（日本協会A） |

【プレーヤー・オブ・ザ・マッチ】東京SG（10）高本幹也
| 2025年1月5日(日) 12:00 | 三重ホンダヒート (1 BP) | 27-32 | クボタスピアーズ船橋・東京ベイ | 三重交通Gスポーツの杜 鈴鹿サッカー・ラグビー場, 三重県鈴鹿市 観客数: 2,934人 レフリー: 古瀬健樹（日本協会A） |
| 2025年1月5日(日) 12:00 | タイムライン 結果配信表 |       |                                | 三重交通Gスポーツの杜 鈴鹿サッカー・ラグビー場, 三重県鈴鹿市 観客数: 2,934人 レフリー: 古瀬健樹（日本協会A） |

【プレーヤー・オブ・ザ・マッチ】S東京ベイ（10）バーナード・フォーリー
| 2025年1月5日(日) 13:00 | 東芝ブレイブルーパス東京 | 32-26 | コベルコ神戸スティーラーズ (1 BP) | 味の素スタジアム, 東京都調布市 観客数: 9,605人 レフリー: 山内昂輝（日本協会A） |
| 2025年1月5日(日) 13:00 | タイムライン 結果配信表  |       |                                   | 味の素スタジアム, 東京都調布市 観客数: 9,605人 レフリー: 山内昂輝（日本協会A） |

【プレーヤー・オブ・ザ・マッチ】BL東京（6）シャノン・フリゼル
【追加的処分】カウヴァカ・カイヴェラタ (神戸S) → 1試合（第4節）の出場停止

### 第4節
| 2025年1月11日(土) 12:00 | 東芝ブレイブルーパス東京 | 22-14 | 浦安D-Rocks | Uvanceとどろきスタジアム by Fujitsu, 神奈川県川崎市中原区 観客数: 7,121人 レフリー: 滑川剛人（日本協会A） |
| 2025年1月11日(土) 12:00 | タイムライン 結果配信表  |       |             | Uvanceとどろきスタジアム by Fujitsu, 神奈川県川崎市中原区 観客数: 7,121人 レフリー: 滑川剛人（日本協会A） |

【プレーヤー・オブ・ザ・マッチ】BL東京（12）眞野泰地
| 2025年1月11日(土) 14:30 | 横浜キヤノンイーグルス (1 BP) | 53-35 | 静岡ブルーレヴズ | ニッパツ三ツ沢球技場, 神奈川県横浜市神奈川区 観客数: 6,911人 レフリー: Marcus Playle（ニュージーランド） |
| 2025年1月11日(土) 14:30 | タイムライン 結果配信表       |       |                  | ニッパツ三ツ沢球技場, 神奈川県横浜市神奈川区 観客数: 6,911人 レフリー: Marcus Playle（ニュージーランド） |

【プレーヤー・オブ・ザ・マッチ】横浜E（11）竹澤正祥
| 2025年1月11日(土) 14:40 | トヨタヴェルブリッツ (1 BP) | 32-18 | リコーブラックラムズ東京 | 岐阜メモリアルセンター長良川競技場, 岐阜県岐阜市 観客数: 4,845人 レフリー: 山内昂輝（日本協会A） |
| 2025年1月11日(土) 14:40 | タイムライン 結果配信表     |       |                          | 岐阜メモリアルセンター長良川競技場, 岐阜県岐阜市 観客数: 4,845人 レフリー: 山内昂輝（日本協会A） |

【プレーヤー・オブ・ザ・マッチ】トヨタV（14）高橋汰地
| 2025年1月12日(日) 14:05 | 東京サントリーサンゴリアス | 26-26 | クボタスピアーズ船橋・東京ベイ | 秩父宮ラグビー場, 東京都港区 観客数: 11,379人 レフリー: 関谷惇大（日本協会A） |
| 2025年1月12日(日) 14:05 | タイムライン 結果配信表    |       |                                | 秩父宮ラグビー場, 東京都港区 観客数: 11,379人 レフリー: 関谷惇大（日本協会A） |

【プレーヤー・オブ・ザ・マッチ】東京SG（18）垣永真之介
- 東京SGの中村亮土は、公式戦100キャップ達成[103]。

| 2025年1月12日(日) 14:30 | 埼玉パナソニックワイルドナイツ (1 BP) | 48-24 | 三重ホンダヒート | 熊谷スポーツ文化公園ラグビー場, 埼玉県熊谷市 観客数: 7,545人 レフリー: 手束伊吹（日本協会A） |
| 2025年1月12日(日) 14:30 | タイムライン 結果配信表               |       |                  | 熊谷スポーツ文化公園ラグビー場, 埼玉県熊谷市 観客数: 7,545人 レフリー: 手束伊吹（日本協会A） |

【プレーヤー・オブ・ザ・マッチ】埼玉WK（14）竹山晃暉
| 2025年1月12日(日) 14:30 | 三菱重工相模原ダイナボアーズ | 34-26 | コベルコ神戸スティーラーズ | 相模原ギオンスタジアム, 神奈川県相模原市南区 観客数: 3,638人 レフリー: 古瀬健樹（日本協会A） |
| 2025年1月12日(日) 14:30 | タイムライン 結果配信表      |       |                            | 相模原ギオンスタジアム, 神奈川県相模原市南区 観客数: 3,638人 レフリー: 古瀬健樹（日本協会A） |

【プレーヤー・オブ・ザ・マッチ】相模原DB（14）カート＝リー・アレンゼ

### 第5節
| 2025年1月18日(土) 12:00 | クボタスピアーズ船橋・東京ベイ | 26-18 | リコーブラックラムズ東京 | スピアーズえどりくフィールド, 東京都江戸川区 観客数: 4,484人 レフリー: 滑川剛人（日本協会A） |
| 2025年1月18日(土) 12:00 | タイムライン 結果配信表        |       |                          | スピアーズえどりくフィールド, 東京都江戸川区 観客数: 4,484人 レフリー: 滑川剛人（日本協会A） |

【プレーヤー・オブ・ザ・マッチ】S東京ベイ（8）ファウルア・マキシ
| 2025年1月18日(土) 13:00 | 静岡ブルーレヴズ        | 34-28 | 東芝ブレイブルーパス東京 | ヤマハスタジアム, 静岡県磐田市 観客数: 6,571人 レフリー: 川原佑（日本協会A） |
| 2025年1月18日(土) 13:00 | タイムライン 結果配信表 |       |                          | ヤマハスタジアム, 静岡県磐田市 観客数: 6,571人 レフリー: 川原佑（日本協会A） |

【プレーヤー・オブ・ザ・マッチ】静岡BR（9）北村瞬太郎
| 2025年1月18日(土) 14:10 | 横浜キヤノンイーグルス (1 BP) | 47-21 | 三菱重工相模原ダイナボアーズ | ニッパツ三ツ沢球技場, 神奈川県横浜市神奈川区 観客数: 8,402人 レフリー: 山内昂輝（日本協会A） |
| 2025年1月18日(土) 14:10 | タイムライン 結果配信表       |       |                              | ニッパツ三ツ沢球技場, 神奈川県横浜市神奈川区 観客数: 8,402人 レフリー: 山内昂輝（日本協会A） |

【プレーヤー・オブ・ザ・マッチ】横浜E（8）アマナキ・レレイ・マフィ
| 2025年1月19日(日) 12:05 | コベルコ神戸スティーラーズ (1 BP) | 50-22 | 浦安D-Rocks | ノエビアスタジアム神戸, 兵庫県神戸市兵庫区 観客数: 8,983人 レフリー: 手束伊吹（日本協会A） |
| 2025年1月19日(日) 12:05 | タイムライン 結果配信表           |       |             | ノエビアスタジアム神戸, 兵庫県神戸市兵庫区 観客数: 8,983人 レフリー: 手束伊吹（日本協会A） |

【プレーヤー・オブ・ザ・マッチ】神戸S（11）松永貫汰
【追加的処分】中島イシレリ (神戸S) → 2試合の（第6節～第7節）出場停止
- 神戸Sの日和佐篤は、リーグ通算150キャップ達成[126][127]。

| 2025年1月19日(日) 12:10 | 三重ホンダヒート        | 19-27 | 東京サントリーサンゴリアス | 三重交通Gスポーツの杜 鈴鹿サッカー・ラグビー場, 三重県鈴鹿市 観客数: 3,608人 レフリー: Marcus Playle（ニュージーランド） |
| 2025年1月19日(日) 12:10 | タイムライン 結果配信表 |       |                            | 三重交通Gスポーツの杜 鈴鹿サッカー・ラグビー場, 三重県鈴鹿市 観客数: 3,608人 レフリー: Marcus Playle（ニュージーランド） |

【プレーヤー・オブ・ザ・マッチ】東京SG（8）ショーン・マクマーン
- 東京SGの垣永真之介は、リーグ通算100キャップ達成[104]。
- 東京SGは、今季初勝利（1勝2敗2分け）[148]。

| 2025年1月19日(日) 14:30 | トヨタヴェルブリッツ    | 22-38 | 埼玉パナソニックワイルドナイツ | ミクニワールドスタジアム北九州, 福岡県北九州市小倉北区 観客数: 13,251人 レフリー: 古瀬健樹（日本協会A） |
| 2025年1月19日(日) 14:30 | タイムライン 結果配信表 |       |                                | ミクニワールドスタジアム北九州, 福岡県北九州市小倉北区 観客数: 13,251人 レフリー: 古瀬健樹（日本協会A） |

【プレーヤー・オブ・ザ・マッチ】埼玉WK（10）山沢京平

### 第6節（カンファレンス交流戦1）
| 2025年2月1日(土) 12:00 | (1 BP) コベルコ神戸スティーラーズ | 44-15 | リコーブラックラムズ東京 | 神戸総合運動公園ユニバー記念競技場, 兵庫県神戸市須磨区 観客数: 4,738人 レフリー: 古瀬健樹（日本協会A） |
| 2025年2月1日(土) 12:00 | タイムライン 結果配信表           |       |                          | 神戸総合運動公園ユニバー記念競技場, 兵庫県神戸市須磨区 観客数: 4,738人 レフリー: 古瀬健樹（日本協会A） |

【プレーヤー・オブ・ザ・マッチ】神戸S（14）アタアタ・モエアキオラ
| 2025年2月1日(土) 14:00 | 静岡ブルーレヴズ        | 14-33 | 東京サントリーサンゴリアス | ヤマハスタジアム, 静岡県磐田市 観客数: 6,203人 レフリー: 滑川剛人（日本協会A） |
| 2025年2月1日(土) 14:00 | タイムライン 結果配信表 |       |                            | ヤマハスタジアム, 静岡県磐田市 観客数: 6,203人 レフリー: 滑川剛人（日本協会A） |

【プレーヤー・オブ・ザ・マッチ】東京SG（9）流大
| 2025年2月1日(土) 14:30 | (1 BP) 埼玉パナソニックワイルドナイツ | 53-26 | 浦安D-Rocks | 熊谷スポーツ文化公園ラグビー場, 埼玉県熊谷市 観客数: 6,474人 レフリー: 近藤雅喜（日本協会） |
| 2025年2月1日(土) 14:30 | レポート 結果配信表                   |       |             | 熊谷スポーツ文化公園ラグビー場, 埼玉県熊谷市 観客数: 6,474人 レフリー: 近藤雅喜（日本協会） |

【プレーヤー・オブ・ザ・マッチ】埼玉WK（4）エセイ・ハアンガナ
- 埼玉WKのヴァルアサエリ愛は、リーグ通算100キャップを達成[149]。
- 埼玉WKは、2022-23シーズン第16節（2023年4月22日BL東京戦で勝利）から、レギュラーシーズン23連勝となった。

| 2025年2月1日(土) 14:30 | 三菱重工相模原ダイナボアーズ | 12-40 | (1 BP) クボタスピアーズ船橋・東京ベイ | 相模原ギオンスタジアム, 神奈川県相模原市南区 観客数: 3,925人 レフリー: 手束伊吹（日本協会A） |
| 2025年2月1日(土) 14:30 | タイムライン 結果配信表      |       |                                       | 相模原ギオンスタジアム, 神奈川県相模原市南区 観客数: 3,925人 レフリー: 手束伊吹（日本協会A） |

【プレーヤー・オブ・ザ・マッチ】S東京ベイ（11）木田晴斗
| 2025年2月1日(土) 14:30 | (1 BP) トヨタヴェルブリッツ | 20-24 | 横浜キヤノンイーグルス | 豊田スタジアム, 愛知県豊田市 観客数: 16,366人 レフリー: 川原佑（日本協会A） |
| 2025年2月1日(土) 14:30 | タイムライン 結果配信表     |       |                        | 豊田スタジアム, 愛知県豊田市 観客数: 16,366人 レフリー: 川原佑（日本協会A） |

【プレーヤー・オブ・ザ・マッチ】横浜E（13）ジェシー・クリエル
| 2025年2月2日(日) 12:10 | 三重ホンダヒート        | 12-35 | 東芝ブレイブルーパス東京 | 三重交通Gスポーツの杜 鈴鹿サッカー・ラグビー場, 三重県鈴鹿市 観客数: 2,863人 レフリー: 関谷惇大（日本協会A） |
| 2025年2月2日(日) 12:10 | タイムライン 結果配信表 |       |                          | 三重交通Gスポーツの杜 鈴鹿サッカー・ラグビー場, 三重県鈴鹿市 観客数: 2,863人 レフリー: 関谷惇大（日本協会A） |

【プレーヤー・オブ・ザ・マッチ】BL東京（15）松永拓朗

### 第7節（カンファレンス交流戦2）
| 2025年2月8日(土) 12:00 | (1 BP) コベルコ神戸スティーラーズ | 29-31 | 東京サントリーサンゴリアス | 神戸総合運動公園ユニバー記念競技場, 兵庫県神戸市須磨区 観客数: 5,585人 レフリー: 近藤雅喜（日本協会A） |
| 2025年2月8日(土) 12:00 | タイムライン 結果配信表           |       |                            | 神戸総合運動公園ユニバー記念競技場, 兵庫県神戸市須磨区 観客数: 5,585人 レフリー: 近藤雅喜（日本協会A） |

【プレーヤー・オブ・ザ・マッチ】東京SG（10）高本幹也
| 2025年2月8日(土) 12:00 | リコーブラックラムズ東京 | 24-32 | 静岡ブルーレヴズ | Jヴィレッジスタジアム, 福島県双葉郡広野町 観客数: 1,207人 レフリー: 平川哲也（日本協会A） |
| 2025年2月8日(土) 12:00 | タイムライン 結果配信表  |       |                  | Jヴィレッジスタジアム, 福島県双葉郡広野町 観客数: 1,207人 レフリー: 平川哲也（日本協会A） |

【プレーヤー・オブ・ザ・マッチ】静岡BR（2）日野剛志
| 2025年2月8日(土) 12:05 | 浦安D-Rocks             | 31-26 | (1 BP) 三重ホンダヒート | 秩父宮ラグビー場, 東京都港区 観客数: 13,604人 レフリー: 手束伊吹（日本協会A） |
| 2025年2月8日(土) 12:05 | タイムライン 結果配信表 |       |                         | 秩父宮ラグビー場, 東京都港区 観客数: 13,604人 レフリー: 手束伊吹（日本協会A） |

【プレーヤー・オブ・ザ・マッチ】浦安DR（13）シェーン・ゲイツ
| 2025年2月8日(土) 14:10 | 横浜キヤノンイーグルス  | 22-30 | クボタスピアーズ船橋・東京ベイ | ニッパツ三ツ沢球技場, 神奈川県横浜市神奈川区 観客数: 8,195人 レフリー: 滑川剛人（日本協会A） |
| 2025年2月8日(土) 14:10 | タイムライン 結果配信表 |       |                                | ニッパツ三ツ沢球技場, 神奈川県横浜市神奈川区 観客数: 8,195人 レフリー: 滑川剛人（日本協会A） |

【プレーヤー・オブ・ザ・マッチ】S東京ベイ（14）ハラトア・ヴァイレア
| 2025年2月9日(日) 14:30 | 埼玉パナソニックワイルドナイツ   | 28-28 | 東芝ブレイブルーパス東京 | 熊谷スポーツ文化公園ラグビー場, 埼玉県熊谷市 観客数: 11,051人 レフリー: 古瀬健樹（日本協会A） |
| 2025年2月9日(日) 14:30 | タイムライン 結果配信表 レポート |       |                          | 熊谷スポーツ文化公園ラグビー場, 埼玉県熊谷市 観客数: 11,051人 レフリー: 古瀬健樹（日本協会A） |

【プレーヤー・オブ・ザ・マッチ】埼玉WK（12）ダミアン・デアレンデ
- 埼玉WKは、2022-23シーズン第16節（2023年4月22日BL東京戦で勝利）からの連勝記録が途絶えた（前節での23連勝まで）。

| 2025年2月9日(日) 14:30 | 三菱重工相模原ダイナボアーズ | 44-40 | トヨタヴェルブリッツ (1 BP) | 相模原ギオンスタジアム, 神奈川県相模原市南区 観客数: 5,287人 レフリー: 関谷惇大（日本協会A） |
| 2025年2月9日(日) 14:30 | タイムライン 結果配信表      |       |                             | 相模原ギオンスタジアム, 神奈川県相模原市南区 観客数: 5,287人 レフリー: 関谷惇大（日本協会A） |

【プレーヤー・オブ・ザ・マッチ】相模原DB（6）吉田杏

### 第8節（カンファレンス交流戦3）
| 2025年2月15日(土) 14:05 | (1 BP) 東芝ブレイブルーパス東京 | 43-33 | 東京サントリーサンゴリアス | 秩父宮ラグビー場, 東京都港区 観客数: 13,339人 レフリー: 滑川剛人（日本協会A） |
| 2025年2月15日(土) 14:05 | タイムライン 結果配信表         |       |                            | 秩父宮ラグビー場, 東京都港区 観客数: 13,339人 レフリー: 滑川剛人（日本協会A） |

【プレーヤー・オブ・ザ・マッチ】BL東京（12）ロブ・トンプソン
【追加的処分】シャノン・フリゼル (BL東京) → 1試合の（第9節）出場停止
| 2025年2月15日(土) 14:30 | トヨタヴェルブリッツ    | 23-33 | 静岡ブルーレヴズ (1 BP) | 岐阜メモリアルセンター長良川競技場, 岐阜県岐阜市 観客数: 4,118人 レフリー: 古瀬健樹（日本協会A） |
| 2025年2月15日(土) 14:30 | タイムライン 結果配信表 |       |                         | 岐阜メモリアルセンター長良川競技場, 岐阜県岐阜市 観客数: 4,118人 レフリー: 古瀬健樹（日本協会A） |

【プレーヤー・オブ・ザ・マッチ】静岡BR（10）サム・グリーン
| 2025年2月15日(土) 14:30 | クボタスピアーズ船橋・東京ベイ | 25-20 | コベルコ神戸スティーラーズ (1 BP) | スピアーズえどりくフィールド, 東京都江戸川区 観客数: 4,175人 レフリー: 関谷惇大（日本協会A） |
| 2025年2月15日(土) 14:30 | タイムライン 結果配信表        |       |                                   | スピアーズえどりくフィールド, 東京都江戸川区 観客数: 4,175人 レフリー: 関谷惇大（日本協会A） |

【プレーヤー・オブ・ザ・マッチ】S東京ベイ（12）立川理道
| 2025年2月15日(土) 14:30 | リコーブラックラムズ東京 (1 BP) | 44-22 | 浦安D-Rocks | 江東区夢の島陸上競技場, 東京都江東区 観客数: 3,065人 レフリー: 近藤雅喜（日本協会A） |
| 2025年2月15日(土) 14:30 | タイムライン 結果配信表         |       |             | 江東区夢の島陸上競技場, 東京都江東区 観客数: 3,065人 レフリー: 近藤雅喜（日本協会A） |

【プレーヤー・オブ・ザ・マッチ】BR東京（11）セミシ・トゥポウ
| 2025年2月16日(日) 12:00 | 三重ホンダヒート        | 38-37 | 三菱重工相模原ダイナボアーズ (1 BP) | 三重交通Gスポーツの杜 鈴鹿サッカー・ラグビー場, 三重県鈴鹿市 観客数: 2,506人 レフリー: 川原佑（日本協会A） |
| 2025年2月16日(日) 12:00 | タイムライン 結果配信表 |       |                                     | 三重交通Gスポーツの杜 鈴鹿サッカー・ラグビー場, 三重県鈴鹿市 観客数: 2,506人 レフリー: 川原佑（日本協会A） |

【プレーヤー・オブ・ザ・マッチ】三重H（7）小林亮太
| 2025年2月16日(日) 14:30 | 横浜キヤノンイーグルス  | 36-51 | 埼玉パナソニックワイルドナイツ | 秩父宮ラグビー場, 東京都港区 観客数: 12,288人 レフリー: 手束伊吹（日本協会A） |
| 2025年2月16日(日) 14:30 | タイムライン 結果配信表 |       |                                | 秩父宮ラグビー場, 東京都港区 観客数: 12,288人 レフリー: 手束伊吹（日本協会A） |

【プレーヤー・オブ・ザ・マッチ】埼玉WK（13）ディラン・ライリー
- 横浜Eの田村優は、リーグ通算150キャップ達成[128]。
- 20分レッドカードが適用されたプロップ選手にいる時に、さらにプロップ選手が負傷やペナルティで退出する事象が生じた。しかし明確なルールが無いため、レフリーとコミッショナー（試合責任者）による判断で退出人数を決めて、アンコンテストスクラム（組まないスクラム）などを行った[6]。第10節（2025年2月28日）からは、暫定的なルールで「20分レッドカード時のアンコンテストスクラム」に対応することが決まった（詳細は上述「新ルールの導入」を参照）[5][6]。
- 埼玉WKは、レギュラーシーズンのビジターで「53戦無敗」（51勝2引き分け）を記録[83]。

### 第9節（カンファレンス交流戦4）
| 2025年2月22日(土) 12:00 | (1 BP) リコーブラックラムズ東京 | 44-45 | 東芝ブレイブルーパス東京 | 秩父宮ラグビー場, 東京都港区 観客数: 8,380人 レフリー: 平川哲也（日本協会A） |
| 2025年2月22日(土) 12:00 | タイムライン 結果配信表         |       |                          | 秩父宮ラグビー場, 東京都港区 観客数: 8,380人 レフリー: 平川哲也（日本協会A） |

【プレーヤー・オブ・ザ・マッチ】BL東京（15）松永拓朗
| 2025年2月22日(土) 12:00 | (1 BP) クボタスピアーズ船橋・東京ベイ | 62-14 | 静岡ブルーレヴズ | スピアーズえどりくフィールド, 東京都江戸川区 観客数: 3,908人 レフリー: 山内昂輝（日本協会A） |
| 2025年2月22日(土) 12:00 | タイムライン 結果配信表               |       |                  | スピアーズえどりくフィールド, 東京都江戸川区 観客数: 3,908人 レフリー: 山内昂輝（日本協会A） |

【プレーヤー・オブ・ザ・マッチ】S東京ベイ（4）デーヴィッド・ヴァンジーランド
| 2025年2月22日(土) 14:30 | (1 BP) コベルコ神戸スティーラーズ | 63-21 | トヨタヴェルブリッツ | 東大阪市花園ラグビー場, 大阪府東大阪市 観客数: 9,295人 レフリー: 手束伊吹（日本協会A） |
| 2025年2月22日(土) 14:30 | タイムライン 結果配信表           |       |                      | 東大阪市花園ラグビー場, 大阪府東大阪市 観客数: 9,295人 レフリー: 手束伊吹（日本協会A） |

【プレーヤー・オブ・ザ・マッチ】神戸S（7）ヴィリー・ポトヒエッター
| 2025年2月22日(土) 12:00 | (1 BP) 埼玉パナソニックワイルドナイツ | 39-10 | 三菱重工相模原ダイナボアーズ | 熊谷スポーツ文化公園ラグビー場, 埼玉県熊谷市 観客数: 5,507人 レフリー: 関谷惇大（日本協会A） |
| 2025年2月22日(土) 12:00 | タイムライン 結果配信表               |       |                              | 熊谷スポーツ文化公園ラグビー場, 埼玉県熊谷市 観客数: 5,507人 レフリー: 関谷惇大（日本協会A） |

【プレーヤー・オブ・ザ・マッチ】埼玉WK（6）ベン・ガンター
- 埼玉WKは、「レギュラーシーズンのビジターでの53戦無敗」（51勝2引き分け）を記録した[83]。

| 2025年2月23日(日) 12:00 | 三重ホンダヒート        | 20-17 | 横浜キヤノンイーグルス (1 BP) | 三重交通Gスポーツの杜 鈴鹿サッカー・ラグビー場, 三重県鈴鹿市 観客数: 3,136人 レフリー: 滑川剛人（日本協会A） |
| 2025年2月23日(日) 12:00 | タイムライン 結果配信表 |       |                               | 三重交通Gスポーツの杜 鈴鹿サッカー・ラグビー場, 三重県鈴鹿市 観客数: 3,136人 レフリー: 滑川剛人（日本協会A） |

【プレーヤー・オブ・ザ・マッチ】三重H（21）竹中太一
| 2025年2月22日(土) 13:05 | 東京サントリーサンゴリアス | 40-35 | 浦安D-Rocks (1 BP) | JITリサイクルインク スタジアム 観客数: 3,686人 レフリー: 古瀬健樹（日本協会A） |
| 2025年2月22日(土) 13:05 | タイムライン 結果配信表    |       |                    | JITリサイクルインク スタジアム 観客数: 3,686人 レフリー: 古瀬健樹（日本協会A） |

【プレーヤー・オブ・ザ・マッチ】東京SG（9）流大
- 東京SGの流大は、リーグ公式戦通算100キャップ達成[106][107]。

### 第10節（カンファレンス交流戦5）
| 2025年3月1日(土) 12:00 | 三菱重工相模原ダイナボアーズ | 7-22 | リコーブラックラムズ東京 (1 BP) | 秩父宮ラグビー場, 東京都港区 観客数: 6,031人 レフリー: 手束伊吹（日本協会A） |
| 2025年3月1日(土) 12:00 | タイムライン 結果配信表      |      |                                 | 秩父宮ラグビー場, 東京都港区 観客数: 6,031人 レフリー: 手束伊吹（日本協会A） |

【プレーヤー・オブ・ザ・マッチ】BR東京（8）ファカタヴァアマト
| 2025年3月1日(土) 12:00 | 浦安D-Rocks (1 BP)      | 31-36 | トヨタヴェルブリッツ | Jヴィレッジスタジアム, 福島県双葉郡楢葉町 観客数: 1,239人 レフリー: 近藤雅喜（日本協会A） |
| 2025年3月1日(土) 12:00 | タイムライン 結果配信表 |       |                      | Jヴィレッジスタジアム, 福島県双葉郡楢葉町 観客数: 1,239人 レフリー: 近藤雅喜（日本協会A） |

【プレーヤー・オブ・ザ・マッチ】トヨタV（2）彦坂圭克
| 2025年3月1日(土) 13:00 | 東芝ブレイブルーパス東京 | 31-27 | クボタスピアーズ船橋・東京ベイ (1 BP) | 白波スタジアム, 鹿児島県鹿児島市 観客数: 6,056人 レフリー: 古瀬健樹（日本協会A） |
| 2025年3月1日(土) 13:00 | タイムライン 結果配信表  |       |                                       | 白波スタジアム, 鹿児島県鹿児島市 観客数: 6,056人 レフリー: 古瀬健樹（日本協会A） |

【プレーヤー・オブ・ザ・マッチ】BL東京（8）リーチマイケル
| 2025年3月2日(日) 13:05 | (1 BP) 静岡ブルーレヴズ | 44-14 | 三重ホンダヒート | ヤマハスタジアム, 静岡県磐田市 観客数: 7,429人 レフリー: 関谷惇大（日本協会A） |
| 2025年3月2日(日) 13:05 | タイムライン 結果配信表 |       |                  | ヤマハスタジアム, 静岡県磐田市 観客数: 7,429人 レフリー: 関谷惇大（日本協会A） |

【プレーヤー・オブ・ザ・マッチ】静岡BR（13）シルヴィアン・マフーザ
- 静岡BRの大戸裕矢は、公式戦150キャップ達成（日本選手権やカップ戦を含む）[129][151][131]。

| 2025年3月2日(日) 14:30 | (1 BP) 埼玉パナソニックワイルドナイツ | 46-32 | コベルコ神戸スティーラーズ | 熊谷スポーツ文化公園ラグビー場, 埼玉県熊谷市 観客数: 7,128人 レフリー: 滑川剛人（日本協会A） |
| 2025年3月2日(日) 14:30 | タイムライン 結果配信表               |       |                            | 熊谷スポーツ文化公園ラグビー場, 埼玉県熊谷市 観客数: 7,128人 レフリー: 滑川剛人（日本協会A） |

【プレーヤー・オブ・ザ・マッチ】埼玉WK（8）ジャック・コーネルセン
- 埼玉WKは、2022-23シーズン第16節（2023年4月22日BL東京戦で勝利）から、レギュラーシーズン27戦 無敗記録となった[81]。

| 2025年3月2日(日) 14:30 | 東京サントリーサンゴリアス       | 22-33 | 横浜キヤノンイーグルス | 秩父宮ラグビー場, 東京都港区 観客数: 12,532人 レフリー: 山内昂輝（日本協会A） |
| 2025年3月2日(日) 14:30 | タイムライン 結果配信表 レポート |       |                        | 秩父宮ラグビー場, 東京都港区 観客数: 12,532人 レフリー: 山内昂輝（日本協会A） |

【プレーヤー・オブ・ザ・マッチ】横浜E（13）ジェシー・クリエル
- 横浜Eの中村駿太は、公式戦100キャップ達成[110]。

### 第11節（カンファレンス交流戦6）
| 2025年3月14日(金) 19:00 | 浦安D-Rocks                      | 22-33 | クボタスピアーズ船橋・東京ベイ | 秩父宮ラグビー場, 東京都港区 観客数: 14,056人 レフリー: 平川哲也（日本協会A） |
| 2025年3月14日(金) 19:00 | タイムライン 結果配信表 レポート |       |                                | 秩父宮ラグビー場, 東京都港区 観客数: 14,056人 レフリー: 平川哲也（日本協会A） |

【プレーヤー・オブ・ザ・マッチ】S東京ベイ（16）マルコム・マークス
| 2025年3月15日(土) 13:05 | トヨタヴェルブリッツ    | 22-33 | 東芝ブレイブルーパス東京 | 豊田スタジアム, 愛知県豊田市 観客数: 24,165人 レフリー: 近藤雅喜（日本協会A） |
| 2025年3月15日(土) 13:05 | タイムライン 結果配信表 |       |                          | 豊田スタジアム, 愛知県豊田市 観客数: 24,165人 レフリー: 近藤雅喜（日本協会A） |

【プレーヤー・オブ・ザ・マッチ】東芝BL（10）リッチー・モウンガ
- 観客数24,165人は、リーグワン2024-25シーズンにおける最多記録[152]（シーズン途中）。

| 2025年3月15日(土) 14:00 | 静岡ブルーレヴズ                 | 22-17 | 埼玉パナソニックワイルドナイツ (1 BP) | ヤマハスタジアム, 静岡県磐田市 観客数: 5,302人 レフリー: 手束伊吹（日本協会A） |
| 2025年3月15日(土) 14:00 | タイムライン 結果配信表 レポート |       |                                       | ヤマハスタジアム, 静岡県磐田市 観客数: 5,302人 レフリー: 手束伊吹（日本協会A） |

【プレーヤー・オブ・ザ・マッチ】静岡BR（16）作田駿介
- 埼玉WKは、前節まででレギュラーシーズン無敗記録が途絶え、前節の「27戦 無敗（26勝1引き分け）」までとなった。埼玉WKのレギュラーシーズン敗戦は、2022-23シーズン第15節（2023年4月15日）静岡BR戦で25-44で敗れた時以来、1年11か月ぶり[81]。
- 埼玉WKは、第9節の「レギュラーシーズンのビジターでの53戦無敗」（51勝2引き分け）までで、記録が途絶えた[83]。「レギュラーシーズンのビジター」での敗戦は、2015年1月11日トップリーグ2014-15第7節（最終節）でヤマハ発動機ジュビロ（現・静岡BR）に18-26で敗れて以来[153][154]、10年2か月ぶり。

【追加的処分】マルジーン・イラウア (静岡BR) → 2試合（第12節・第13節）の出場停止
| 2025年3月15日(土) 14:00 | (1 BP) 横浜キヤノンイーグルス | 20-27 | リコーブラックラムズ東京 | 秩父宮ラグビー場, 東京都港区 観客数: 10,043人 レフリー: 関谷惇大（日本協会A） |
| 2025年3月15日(土) 14:00 | タイムライン 結果配信表       |       |                          | 秩父宮ラグビー場, 東京都港区 観客数: 10,043人 レフリー: 関谷惇大（日本協会A） |

【プレーヤー・オブ・ザ・マッチ】BR東京（20）ブロディ・マクカラン
【追加的処分】石田吉平 (横浜E) → 1試合（第12節）の出場停止
| 2025年3月15日(土) 14:30 | (1 BP) コベルコ神戸スティーラーズ | 47-5 | 三重ホンダヒート | 神戸総合運動公園ユニバー記念競技場, 兵庫県神戸市須磨区 観客数: 5,109人 レフリー: 川原佑（日本協会A） |
| 2025年3月15日(土) 14:30 | タイムライン 結果配信表           |      |                  | 神戸総合運動公園ユニバー記念競技場, 兵庫県神戸市須磨区 観客数: 5,109人 レフリー: 川原佑（日本協会A） |

【プレーヤー・オブ・ザ・マッチ】神戸S（4）ジェラード・カウリートゥイオティ
| 2025年3月16日(日) 14:30 | 三菱重工相模原ダイナボアーズ | 34-22 | 東京サントリーサンゴリアス | たけびしスタジアム京都, 京都府京都市左京区 観客数: 6,035人 レフリー: 滑川剛人（日本協会A） |
| 2025年3月16日(日) 14:30 | タイムライン 結果配信表      |       |                            | たけびしスタジアム京都, 京都府京都市左京区 観客数: 6,035人 レフリー: 滑川剛人（日本協会A） |

【プレーヤー・オブ・ザ・マッチ】相模原DB（13）マット・ヴァエガ
- 京都府でリーグワンの試合を行うのは初めて[155]。
- 相模原DBが東京SGに勝利するのは、2001-02シーズンの東日本社会人リーグ時代、2007-08シーズンのトップリーグ時代を含め、初めて[156]。

### 第12節（カンファレンス交流戦7）
| 2025年3月22日(土) 12:00 | 三重ホンダヒート        | 31-39 | 浦安D-Rocks | 三重交通Gスポーツの杜 鈴鹿サッカー・ラグビー場, 三重県鈴鹿市 観客数: 2,778人 レフリー: 山内昂輝（日本協会A） |
| 2025年3月22日(土) 12:00 | タイムライン 結果配信表 |       |             | 三重交通Gスポーツの杜 鈴鹿サッカー・ラグビー場, 三重県鈴鹿市 観客数: 2,778人 レフリー: 山内昂輝（日本協会A） |

【プレーヤー・オブ・ザ・マッチ】浦安DR（10）オテレ・ブラック
【追加的処分】フランコ・モスタート (三重H) → 1試合（第13節）の出場停止
【追加的処分】岡野喬吾 (三重H) → 3試合（第13節 - 第15節）の出場停止
| 2025年3月22日(土) 12:00 | (1 BP) クボタスピアーズ船橋・東京ベイ | 41-24 | 横浜キヤノンイーグルス | スピアーズえどりくフィールド, 東京都江戸川区 観客数: 4,680人 レフリー: 手束伊吹（日本協会A） |
| 2025年3月22日(土) 12:00 | タイムライン 結果配信表               |       |                        | スピアーズえどりくフィールド, 東京都江戸川区 観客数: 4,680人 レフリー: 手束伊吹（日本協会A） |

【プレーヤー・オブ・ザ・マッチ】S東京ベイ（5）デーヴィッド・ブルブリング
- 横浜Eの田村優は、この試合でトップリーグとリーグワンでの通算1000得点を達成した。国内トップのリーグでの1000得点達成は、ニコラスライアン（2013年8月30日）[91]、五郎丸歩（2015年11月14日）[92]に続いて、史上3人目[93]。

| 2025年3月22日(土) 14:00 | トヨタヴェルブリッツ             | 22-31 | 三菱重工相模原ダイナボアーズ | 岐阜メモリアルセンター長良川競技場 観客数: 4,563人 レフリー: 関谷惇大（日本協会A） |
| 2025年3月22日(土) 14:00 | タイムライン 結果配信表 レポート |       |                              | 岐阜メモリアルセンター長良川競技場 観客数: 4,563人 レフリー: 関谷惇大（日本協会A） |

【プレーヤー・オブ・ザ・マッチ】相模原DB（4）ウォルト・スティーンカンプ
- 静岡BRの安江祥光は、公式戦150キャップ達成（日本選手権やカップ戦を含む）[159][160]

| 2025年3月22日(土) 14:30 | 静岡ブルーレヴズ                 | 31-25 | リコーブラックラムズ東京 (1 BP) | IAIスタジアム日本平, 静岡県静岡市清水区 観客数: 7,720人 レフリー: 近藤雅喜（日本協会A） |
| 2025年3月22日(土) 14:30 | タイムライン 結果配信表 レポート |       |                                 | IAIスタジアム日本平, 静岡県静岡市清水区 観客数: 7,720人 レフリー: 近藤雅喜（日本協会A） |

【プレーヤー・オブ・ザ・マッチ】静岡BR（7）クワッガ・スミス
- 静岡BRの日野剛志は、公式戦150キャップ達成（日本選手権やカップ戦を含む）[132]

| 2025年3月22日(土) 15:05 | 東芝ブレイブルーパス東京         | 42-31 | 埼玉パナソニックワイルドナイツ | 秩父宮ラグビー場, 東京都港区 観客数: 16,937人 レフリー: 滑川剛人（日本協会A） |
| 2025年3月22日(土) 15:05 | タイムライン 結果配信表 レポート |       |                                | 秩父宮ラグビー場, 東京都港区 観客数: 16,937人 レフリー: 滑川剛人（日本協会A） |

【プレーヤー・オブ・ザ・マッチ】BL東京（8）リーチマイケル
- 埼玉WKがリーグ戦で連敗するのは、2005年12月下旬以来19シーズン（19年4か月）ぶり。2005年12月18日に 三洋電機ワイルドナイツvsワールドファイティングブルが「7-24」、翌週24日に ヤマハ発動機ジュビロvs三洋電機ワイルドナイツで「56-18」と、連敗した[161]。

| 2025年3月23日(日) 14:30 | 東京サントリーサンゴリアス       | 37-39 | コベルコ神戸スティーラーズ | 秩父宮ラグビー場, 東京都港区 観客数: 9,663人 レフリー: 平川哲也（日本協会A） |
| 2025年3月23日(日) 14:30 | タイムライン 結果配信表 レポート |       |                            | 秩父宮ラグビー場, 東京都港区 観客数: 9,663人 レフリー: 平川哲也（日本協会A） |

【プレーヤー・オブ・ザ・マッチ】神戸S（11）松永貫汰

### 第13節（カンファレンス交流戦8）
| 2025年3月29日(土) 12:00 | 東京サントリーサンゴリアス       | 22-17 | 静岡ブルーレヴズ (1 BP) | 秩父宮ラグビー場, 東京都港区 観客数: 5,094人 レフリー: 滑川剛人（日本協会A） |
| 2025年3月29日(土) 12:00 | タイムライン 結果配信表 レポート |       |                         | 秩父宮ラグビー場, 東京都港区 観客数: 5,094人 レフリー: 滑川剛人（日本協会A） |

【プレーヤー・オブ・ザ・マッチ】東京SG（1）小林賢太
- 東京SGの松島幸太朗は、リーグ通算100キャップ達成[111][112][113]。

| 2025年3月29日(土) 12:00 | (1 BP) クボタスピアーズ船橋・東京ベイ | 33-5 | 三菱重工相模原ダイナボアーズ | スピアーズえどりくフィールド, 東京都江戸川区 観客数: 2,301人 レフリー: 近藤雅喜（日本協会A） |
| 2025年3月29日(土) 12:00 | タイムライン 結果配信表               |      |                              | スピアーズえどりくフィールド, 東京都江戸川区 観客数: 2,301人 レフリー: 近藤雅喜（日本協会A） |

【プレーヤー・オブ・ザ・マッチ】S東京ベイ（10）バーナード・フォーリー
| 2025年3月29日(土) 12:05 | 浦安D-Rocks             | 26-54 | 埼玉パナソニックワイルドナイツ (1 BP) | キューアンドエースタジアムみやぎ 観客数: 2,847人 レフリー: 手束伊吹（日本協会A） |
| 2025年3月29日(土) 12:05 | タイムライン 結果配信表 |       |                                       | キューアンドエースタジアムみやぎ 観客数: 2,847人 レフリー: 手束伊吹（日本協会A） |

【プレーヤー・オブ・ザ・マッチ】埼玉WK（15）トム・パートン
| 2025年3月30日(日) 13:00 | (1 BP) 東芝ブレイブルーパス東京 | 59-21 | 三重ホンダヒート | 大和ハウス プレミストドーム, 北海道札幌市豊平区 観客数: 7,206人 レフリー: 平川哲也（日本協会A） |
| 2025年3月30日(日) 13:00 | タイムライン 結果配信表         |       |                  | 大和ハウス プレミストドーム, 北海道札幌市豊平区 観客数: 7,206人 レフリー: 平川哲也（日本協会A） |

【プレーヤー・オブ・ザ・マッチ】BL東京（4）ジェイコブ・ピアス
- BL東京は、勝点51、勝利数11で、リーグ戦6位以上が確定し、プレーオフトーナメント進出への一番乗りを果たした[162][163]。

| 2025年3月30日(日) 13:05 | 横浜キヤノンイーグルス  | 17-29 | トヨタヴェルブリッツ | クラサスドーム大分, 大分県大分市 観客数: 5,387人 レフリー: 古瀬健樹（日本協会A） |
| 2025年3月30日(日) 13:05 | タイムライン 結果配信表 |       |                      | クラサスドーム大分, 大分県大分市 観客数: 5,387人 レフリー: 古瀬健樹（日本協会A） |

【プレーヤー・オブ・ザ・マッチ】トヨタV（2）彦坂圭克
| 2025年3月30日(日) 14:30 | (1 BP) リコーブラックラムズ東京  | 24-27 | コベルコ神戸スティーラーズ | 秩父宮ラグビー場, 東京都港区 観客数: 7,482人 レフリー: 山内昂輝（日本協会A） |
| 2025年3月30日(日) 14:30 | タイムライン 結果配信表 レポート |       |                            | 秩父宮ラグビー場, 東京都港区 観客数: 7,482人 レフリー: 山内昂輝（日本協会A） |

【プレーヤー・オブ・ザ・マッチ】神戸S（23）山下楽平

### 第14節
| 2025年4月5日(土) 12:00 | 横浜キヤノンイーグルス  | 33-22 | 浦安D-Rocks | 秩父宮ラグビー場, 東京都港区 観客数: 5,565人 レフリー: 山内昂輝（日本協会A） |
| 2025年4月5日(土) 12:00 | タイムライン 結果配信表 |       |             | 秩父宮ラグビー場, 東京都港区 観客数: 5,565人 レフリー: 山内昂輝（日本協会A） |

【プレーヤー・オブ・ザ・マッチ】横浜E（12）南橋直哉
| 2025年4月5日(土) 14:00 | (1 BP) 静岡ブルーレヴズ | 38-8 | 三菱重工相模原ダイナボアーズ | ヤマハスタジアム, 静岡県磐田市 観客数: 6,065人 レフリー: 手束伊吹（日本協会A） |
| 2025年4月5日(土) 14:00 | タイムライン 結果配信表 |      |                              | ヤマハスタジアム, 静岡県磐田市 観客数: 6,065人 レフリー: 手束伊吹（日本協会A） |

【プレーヤー・オブ・ザ・マッチ】静岡BR（14）ヴァレンス・テファレ
| 2025年4月5日(土) 14:30 | (1 BP) 埼玉パナソニックワイルドナイツ | 55-17 | トヨタヴェルブリッツ | 熊谷ラグビー場, 埼玉県熊谷市 観客数: 10,127人 レフリー: 平川哲也（日本協会A） |
| 2025年4月5日(土) 14:30 | タイムライン 結果配信表               |       |                      | 熊谷ラグビー場, 埼玉県熊谷市 観客数: 10,127人 レフリー: 平川哲也（日本協会A） |

【プレーヤー・オブ・ザ・マッチ】埼玉WK（20）ルード・デヤハー
【追加的処分】三木皓正（トヨタV）→ 2試合（第15節・第16節）の出場停止 → 「1試合（第15節）出場停止」に減免
- 埼玉WKは、リーグ戦6位以上が確定し、プレーオフトーナメント進出2チーム目となった[166][167]。
- 埼玉WKの坂手淳史は、リーグ通算100キャップ達成[167][114][115]。
- トヨタVの茂野海人は、リーグ通算100キャップ達成[167][117]。

| 2025年4月5日(土) 14:30 | (1 BP) 東京サントリーサンゴリアス | 60-31 | 三重ホンダヒート | 東大阪市花園ラグビー場, 大阪府東大阪市 観客数: 3,114人 レフリー: 関谷惇大（日本協会A） |
| 2025年4月5日(土) 14:30 | タイムライン 結果配信表 レポート  |       |                  | 東大阪市花園ラグビー場, 大阪府東大阪市 観客数: 3,114人 レフリー: 関谷惇大（日本協会A） |

【プレーヤー・オブ・ザ・マッチ】静岡BR（14）ヴァレンス・テファレ
| 2025年4月6日(日) 14:30 | リコーブラックラムズ東京         | 14-42 | クボタスピアーズ船橋・東京ベイ (1 BP) | 秩父宮ラグビー場, 東京都港区 観客数: 6,318人 レフリー: 古瀬健樹（日本協会A） |
| 2025年4月6日(日) 14:30 | タイムライン 結果配信表 レポート |       |                                       | 秩父宮ラグビー場, 東京都港区 観客数: 6,318人 レフリー: 古瀬健樹（日本協会A） |

【プレーヤー・オブ・ザ・マッチ】S東京ベイ（3）オペティ・ヘル
- S東京ベイは、リーグ戦6位以上が確定し、プレーオフトーナメント進出3チーム目となった[168][169]。

| 2025年4月6日(日) 14:30 | コベルコ神戸スティーラーズ                  | 28-73 | 東芝ブレイブルーパス東京 (1 BP) | 神戸総合運動公園ユニバー記念競技場, 兵庫県神戸市須磨区 観客数: 8,053人 レフリー: 滑川剛人（日本協会A） |
| 2025年4月6日(日) 14:30 | タイムライン 結果配信表 レポート1 レポート2 |       |                                 | 神戸総合運動公園ユニバー記念競技場, 兵庫県神戸市須磨区 観客数: 8,053人 レフリー: 滑川剛人（日本協会A） |

【プレーヤー・オブ・ザ・マッチ】BL東京（11）森勇登

### 第15節
| 2025年4月11日(金) 19:00 | 三重ホンダヒート        | 33-53 | 埼玉パナソニックワイルドナイツ (1 BP) | 秩父宮ラグビー場, 東京都港区 観客数: 14,896人 レフリー: 滑川剛人（日本協会A） |
| 2025年4月11日(金) 19:00 | タイムライン 結果配信表 |       |                                       | 秩父宮ラグビー場, 東京都港区 観客数: 14,896人 レフリー: 滑川剛人（日本協会A） |

【プレーヤー・オブ・ザ・マッチ】埼玉WK（15）野口竜司
| 2025年4月12日(土) 12:00 | 三菱重工相模原ダイナボアーズ     | 38-28 | 横浜キヤノンイーグルス | ベネックス総合運動公園かきどまり陸上競技場, 長崎県長崎市 観客数: 4,261人 レフリー: 古瀬健樹（日本協会A） |
| 2025年4月12日(土) 12:00 | タイムライン 結果配信表 レポート |       |                        | ベネックス総合運動公園かきどまり陸上競技場, 長崎県長崎市 観客数: 4,261人 レフリー: 古瀬健樹（日本協会A） |

【プレーヤー・オブ・ザ・マッチ】相模原DB（8）吉田杏
| 2025年4月12日(土) 12:00 | 東芝ブレイブルーパス東京         | 26-56 | 静岡ブルーレヴズ (1 BP) | 秩父宮ラグビー場, 東京都港区 観客数: 10,097人 レフリー: 山内昂輝（日本協会A） |
| 2025年4月12日(土) 12:00 | タイムライン 結果配信表 レポート |       |                         | 秩父宮ラグビー場, 東京都港区 観客数: 10,097人 レフリー: 山内昂輝（日本協会A） |

【プレーヤー・オブ・ザ・マッチ】静岡BR（14）ヴァレンス・テファレ
- 静岡BRは、リーグ戦6位以上が確定し、プレーオフトーナメント進出4チーム目となった[170]。
- BL東京のリーチマイケルは、公式戦150キャップ達成[135][136][137]。

| 2025年4月12日(土) 12:00 | 浦安D-Rocks                      | 20-33 | コベルコ神戸スティーラーズ | ゼットエーオリプリスタジアム, 千葉県市原市 観客数: 1,605人 レフリー: 平川哲也（日本協会A） |
| 2025年4月12日(土) 12:00 | タイムライン 結果配信表 レポート |       |                            | ゼットエーオリプリスタジアム, 千葉県市原市 観客数: 1,605人 レフリー: 平川哲也（日本協会A） |

【プレーヤー・オブ・ザ・マッチ】神戸S（4）ジェラード・カウリートゥイオティ
| 2025年4月13日(日) 14:30 | クボタスピアーズ船橋・東京ベイ | 30-10 | 東京サントリーサンゴリアス | 東大阪市花園ラグビー場, 大阪府東大阪市 観客数: 6,401人 レフリー: 近藤雅喜（日本協会A） |
| 2025年4月13日(日) 14:30 | タイムライン 結果配信表        |       |                            | 東大阪市花園ラグビー場, 大阪府東大阪市 観客数: 6,401人 レフリー: 近藤雅喜（日本協会A） |

【プレーヤー・オブ・ザ・マッチ】S東京ベイ（12）立川理道
| 2025年4月13日(日) 14:30 | (1 BP) リコーブラックラムズ東京  | 37-7 | トヨタヴェルブリッツ | ゼットエーオリプリスタジアム, 千葉県市原市 観客数: 1,789人 レフリー: 川原佑（日本協会A） |
| 2025年4月13日(日) 14:30 | タイムライン 結果配信表 レポート |      |                      | ゼットエーオリプリスタジアム, 千葉県市原市 観客数: 1,789人 レフリー: 川原佑（日本協会A） |

【プレーヤー・オブ・ザ・マッチ】BR東京（5）ハリソン・フォックス

### 第16節
| 2025年4月25日(金) 19:05 | 浦安D-Rocks                  | 19-61 | 東芝ブレイブルーパス東京 (1 BP) | 秩父宮ラグビー場, 東京都港区 観客数: 11,408人 レフリー: 手束伊吹（日本協会A） |
| 2025年4月25日(金) 19:05 | レポート 結果配信表 レポート |       |                                 | 秩父宮ラグビー場, 東京都港区 観客数: 11,408人 レフリー: 手束伊吹（日本協会A） |

【プレーヤー・オブ・ザ・マッチ】BL東京（5）ワーナー・ディアンズ
| 2025年4月26日(土) 12:00 | (1 BP) クボタスピアーズ船橋・東京ベイ | 39-20 | 三重ホンダヒート | スピアーズえどりくフィールド, 東京都江戸川区 観客数: 4,455人 レフリー: 山内昂輝（日本協会A） |
| 2025年4月26日(土) 12:00 | タイムライン 結果配信表               |       |                  | スピアーズえどりくフィールド, 東京都江戸川区 観客数: 4,455人 レフリー: 山内昂輝（日本協会A） |

【プレーヤー・オブ・ザ・マッチ】S東京ベイ（11）根塚洸雅
- S東京ベイは、スピアーズえどりくフィールド（江戸川区陸上競技場）での試合において、24戦24勝の不敗記録となった[88]。これは、トップリーグ時代の2019年6月22日コカ・コーラレッドスパークス戦で江戸川区陸上競技場を初めて使用し勝利して以来[89]、続く記録である（2021年3勝[90]、2022年5勝、2023年8勝、2024年1勝、2025年6勝）。次にこの会場を使うのは翌シーズンとなる。

| 2025年4月26日(土) 14:30 | 埼玉パナソニックワイルドナイツ   | 27-21 | リコーブラックラムズ東京 (1 BP) | 熊谷ラグビー場, 埼玉県熊谷市 観客数: 8,003人 レフリー: 平川哲也（日本協会A） |
| 2025年4月26日(土) 14:30 | タイムライン 結果配信表 レポート |       |                                 | 熊谷ラグビー場, 埼玉県熊谷市 観客数: 8,003人 レフリー: 平川哲也（日本協会A） |

【プレーヤー・オブ・ザ・マッチ】埼玉WK（10）山沢京平
| 2025年4月26日(土) 14:30 | コベルコ神戸スティーラーズ | 59-33 | 三菱重工相模原ダイナボアーズ | 東大阪市花園ラグビー場, 大阪府東大阪市 観客数: 7,401人 レフリー: 近藤雅喜（日本協会A） |
| 2025年4月26日(土) 14:30 | タイムライン 結果配信表    |       |                              | 東大阪市花園ラグビー場, 大阪府東大阪市 観客数: 7,401人 レフリー: 近藤雅喜（日本協会A） |

【プレーヤー・オブ・ザ・マッチ】神戸S（16）北出卓也
- 神戸Sは、リーグ戦6位以上が確定し、プレーオフトーナメント進出5チーム目となった[171][172]。

| 2025年4月27日(日) 14:00 | 静岡ブルーレヴズ                 | 38-28 | 横浜キヤノンイーグルス | エコパスタジアム, 静岡県袋井市 観客数: 8,113人 レフリー: 滑川剛人（日本協会A） |
| 2025年4月27日(日) 14:00 | タイムライン 結果配信表 レポート |       |                        | エコパスタジアム, 静岡県袋井市 観客数: 8,113人 レフリー: 滑川剛人（日本協会A） |

【プレーヤー・オブ・ザ・マッチ】静岡BR（9）北村瞬太郎
| 2025年4月27日(日) 14:30 | トヨタヴェルブリッツ    | 28-45 | 東京サントリーサンゴリアス (1 BP) | 東大阪市花園ラグビー場, 大阪府東大阪市 観客数: 10,569人 レフリー: 古瀬健樹（日本協会A） |
| 2025年4月27日(日) 14:30 | タイムライン 結果配信表 |       |                                   | 東大阪市花園ラグビー場, 大阪府東大阪市 観客数: 10,569人 レフリー: 古瀬健樹（日本協会A） |

【プレーヤー・オブ・ザ・マッチ】東京SG（5）ハリー・ホッキングス

### 第17節
| 2025年5月3日(土) 13:00 | 東京サントリーサンゴリアス | 43-34 | リコーブラックラムズ東京 | 味の素スタジアム, 東京都調布市 観客数: 14,065人 レフリー: 滑川剛人（日本協会A） |
| 2025年5月3日(土) 13:00 | タイムライン 結果配信表    |       |                          | 味の素スタジアム, 東京都調布市 観客数: 14,065人 レフリー: 滑川剛人（日本協会A） |

【プレーヤー・オブ・ザ・マッチ】東京SG（11）チェスリン・コルビ
【追加的処分】リアム・ギル (BR東京) → 1試合（第18節）の出場停止
| 2025年5月3日(土) 14:00 | (1 BP) 静岡ブルーレヴズ          | 62-52 | 浦安D-Rocks | ヤマハスタジアム, 静岡県磐田市 観客数: 12,406人 レフリー: 近藤雅喜（日本協会A） |
| 2025年5月3日(土) 14:00 | タイムライン 結果配信表 レポート |       |             | ヤマハスタジアム, 静岡県磐田市 観客数: 12,406人 レフリー: 近藤雅喜（日本協会A） |

【プレーヤー・オブ・ザ・マッチ】静岡BR（2）作田駿介
- 浦安DRは、「12位・勝ち点10」で残り1試合。「11位勝ち点18」で残り2試合の三重Hに及ばず、12位（最下位）が確定し、DIVISION2優勝のS愛知との入替戦も決定した[174]。

| 2025年5月3日(土) 14:30 | 三菱重工相模原ダイナボアーズ | 28-45 | 東芝ブレイブルーパス東京 (1 BP) | 相模原ギオンスタジアム, 神奈川県相模原市南区 観客数: 8,911人 レフリー: 平川哲也（日本協会A） |
| 2025年5月3日(土) 14:30 | タイムライン 結果配信表      |       |                                 | 相模原ギオンスタジアム, 神奈川県相模原市南区 観客数: 8,911人 レフリー: 平川哲也（日本協会A） |

【プレーヤー・オブ・ザ・マッチ】BL東京（10）リッチー・モウンガ
【追加的処分】ウォルト・スティーンカンプ (相模原DB) → 1試合（第18節）の出場停止
| 2025年5月3日(土) 14:30 | クボタスピアーズ船橋・東京ベイ   | 29-29 | 埼玉パナソニックワイルドナイツ | 秩父宮ラグビー場, 東京都港区 観客数: 15,588人 レフリー: 古瀬健樹（日本協会A） |
| 2025年5月3日(土) 14:30 | タイムライン 結果配信表 レポート |       |                                | 秩父宮ラグビー場, 東京都港区 観客数: 15,588人 レフリー: 古瀬健樹（日本協会A） |

【プレーヤー・オブ・ザ・マッチ】S東京ベイ（22）山田響
| 2025年5月4日(日) 12:10 | 三重ホンダヒート        | 30-38 | トヨタヴェルブリッツ | 三重交通Gスポーツの杜 鈴鹿サッカー・ラグビー場, 三重県鈴鹿市 観客数: 5,437人 レフリー: 手束伊吹（日本協会A） |
| 2025年5月4日(日) 12:10 | タイムライン 結果配信表 |       |                      | 三重交通Gスポーツの杜 鈴鹿サッカー・ラグビー場, 三重県鈴鹿市 観客数: 5,437人 レフリー: 手束伊吹（日本協会A） |

【プレーヤー・オブ・ザ・マッチ】トヨタV（2）彦坂圭克
- トヨタVは、この試合で10位以上が確定し、入替戦回避が決まった[176]。
- 三重Hは、この試合で11位が確定し、DIVISION2の2位チーム（この時点で未定）と 入替戦を行う[176]。

| 2025年5月4日(日) 14:30 | 横浜キヤノンイーグルス  | 29-47 | コベルコ神戸スティーラーズ | 秩父宮ラグビー場 観客数: 8,899人 レフリー: 山内昂輝（日本協会A） |
| 2025年5月4日(日) 14:30 | タイムライン 結果配信表 |       |                            | 秩父宮ラグビー場 観客数: 8,899人 レフリー: 山内昂輝（日本協会A） |

【プレーヤー・オブ・ザ・マッチ】神戸S（4）ワイサケ・ララトゥブア
- 横浜Eは「7位・勝ち点30・残り1試合」となり、東京SGの「6位・勝ち点40・残り1試合」に及ばず、東京SGの6位プレーオフ進出が確定した[177]。

### 第18節
| 2025年5月9日(金) 18:35 | 浦安D-Rocks                      | 34-21 | 三菱重工相模原ダイナボアーズ | 秩父宮ラグビー場, 東京都港区 観客数: 8,650人 レフリー: 滑川剛人（日本協会A） |
| 2025年5月9日(金) 18:35 | タイムライン 結果配信表 レポート |       |                              | 秩父宮ラグビー場, 東京都港区 観客数: 8,650人 レフリー: 滑川剛人（日本協会A） |

【プレーヤー・オブ・ザ・マッチ】浦安DR（3）セコナイア・ポレ
| 2025年5月10日(土) 13:00 | (1 BP) 東芝ブレイブルーパス東京  | 49-28 | 横浜キヤノンイーグルス | 秩父宮ラグビー場, 東京都港区 観客数: 10,290人 レフリー: 近藤雅喜（日本協会A） |
| 2025年5月10日(土) 13:00 | タイムライン 結果配信表 レポート |       |                        | 秩父宮ラグビー場, 東京都港区 観客数: 10,290人 レフリー: 近藤雅喜（日本協会A） |

【プレーヤー・オブ・ザ・マッチ】BL東京（10）リッチー・モウンガ
- BL東京は、この試合で単独トップの15勝となり「レギュラーシーズン1位」を自力で獲得した。BL東京のレギュラーシーズン1位は、トップリーグ2010-2011シーズン以来、14年ぶり。

| 2025年5月10日(土) 14:30 | (1 BP) 埼玉パナソニックワイルドナイツ | 60-17 | 東京サントリーサンゴリアス | 熊谷ラグビー場, 埼玉県熊谷市 観客数: 9,553人 レフリー: 関谷惇大（日本協会A） |
| 2025年5月10日(土) 14:30 | タイムライン 結果配信表 レポート      |       |                            | 熊谷ラグビー場, 埼玉県熊谷市 観客数: 9,553人 レフリー: 関谷惇大（日本協会A） |

【プレーヤー・オブ・ザ・マッチ】埼玉WK（4）リアム・ミッチェル
- 埼玉WKは、5ポイントの勝ち点を得て、暫定3位のS東京ベイを1ポイント以上引き離すことになり、「レギュラーシーズン2位」が確定した。

| 2025年5月10日(土) 14:30 | トヨタヴェルブリッツ    | 14-37 | クボタスピアーズ船橋・東京ベイ (1 BP) | 豊田スタジアム, 愛知県豊田市 観客数: 14,731人 レフリー: 山内昂輝（日本協会A） |
| 2025年5月10日(土) 14:30 | タイムライン 結果配信表 |       |                                       | 豊田スタジアム, 愛知県豊田市 観客数: 14,731人 レフリー: 山内昂輝（日本協会A） |

【プレーヤー・オブ・ザ・マッチ】S東京ベイ（4）メルヴェ・オリヴィエ
- S東京ベイは、勝利によって「レギュラーシーズン3位」が確定した。同時に静岡BRの「レギュラーシーズン4位」確定。

| 2025年5月10日(土) 17:00 | (1 BP) コベルコ神戸スティーラーズ | 23-29 | 静岡ブルーレヴズ | ノエビアスタジアム神戸, 兵庫県神戸市兵庫区 観客数: 7,991人 レフリー: 手束伊吹（日本協会A） |
| 2025年5月10日(土) 17:00 | タイムライン<bt />結果配信表      |       |                  | ノエビアスタジアム神戸, 兵庫県神戸市兵庫区 観客数: 7,991人 レフリー: 手束伊吹（日本協会A） |

【プレーヤー・オブ・ザ・マッチ】静岡BR（9）北村瞬太郎
- 試合前の段階で、両者は次週のプレーオフで、再度 対戦することが確定していた。
- 神戸Sのラファエレティモシーは、リーグ通算100試合を達成した[121]。

| 2025年5月11日(日) 14:30 | (1 BP) リコーブラックラムズ東京 | 67-22 | 三重ホンダヒート | 秩父宮ラグビー場, 東京都港区 観客数: 12,396人 レフリー: 古瀬健樹（日本協会A） |
| 2025年5月11日(日) 14:30 | タイムライン 結果配信表         |       |                  | 秩父宮ラグビー場, 東京都港区 観客数: 12,396人 レフリー: 古瀬健樹（日本協会A） |

【プレーヤー・オブ・ザ・マッチ】BR東京（8）ファカタヴァアマト

## 入替戦
昇格・降格は、(1)勝ち点、(2)勝利数、(3)得失点差、(4)トライ数、(5)トライ後のゴール数、によって決定する。それでも順位が決まらない場合、DIVISION1所属チームが残留する。勝ち点は、レギュラーシーズンと同じく、勝ち4点、引き分け2点、負け0点。7点差以内の負けは1点を付与し、3トライ差以上での勝ちは追加で1点を付与する。

### 入替戦（DIVISION1/DIVISION2）
| 2025年5月24日(土) 14:30 | (1 BP) 花園近鉄ライナーズ (D2 2位)                                                                          | 25-29 15-前半-7         | 三重ホンダヒート (勝ち点4) (D1 11位) | 東大阪市花園ラグビー場（大阪府東大阪市） 観客数: 5,108人 レフリー: 関谷惇大（日本協会A） |
| 2025年5月24日(土) 14:30 | T: 松田一真 6', 片岡涼亮 34' 木村朋也 65' G: クウェイド・クーパー 34', 66 PG: クウェイド・クーパー 17', 72' | タイムライン 結果配信表 | T: フランコ・モスタート 11'<bt />レメキロマノラヴァ 49' トム・バンクス 67' 郡司健吾 75', 呉洸太 83' G: 呉洸太] 12' ラリー・スルンガ 83' | 東大阪市花園ラグビー場（大阪府東大阪市） 観客数: 5,108人 レフリー: 関谷惇大（日本協会A） |

【プレーヤー・オブ・ザ・マッチ】三重H（10）呉洸太
| 2025年5月30日(金) 19:00 | (勝ち点4) 三重ホンダヒート (D1 11位)                                                                              | 29-19 10-前半-14        | 花園近鉄ライナーズ (D2 2位)                                                             | 三重交通G スポーツの杜 鈴鹿（三重県鈴鹿市） 観客数: 3,306人 レフリー: 山内昂輝（日本協会A） |
| 2025年5月30日(金) 19:00 | T: 肥田晃季 19' パブロ・マテーラ 43' フランコ・モスタート 45' 岡野喬吾 75' G: 呉洸太 20', 46', 76' PG: 呉洸太 30' | タイムライン 結果配信表 | T: ウィル・ゲニア 9' 木村朋也 24' ティモ・スフィア 68' G: クウェイド・クーパー 10', 25' | 三重交通G スポーツの杜 鈴鹿（三重県鈴鹿市） 観客数: 3,306人 レフリー: 山内昂輝（日本協会A） |

【プレーヤー・オブ・ザ・マッチ】三重H（8）パブロ・マテーラ
- 三重Hが2勝し、三重HはDIVISION1残留、花園LはDIVISION2残留が決まった。

| 2025年5月24日(土) 12:00 | (勝ち点4) 豊田自動織機シャトルズ愛知 (D2 1位) | 43-42 19-前半-28                 | 浦安D-Rocks (1 BP) (D1 12位) | ウェーブスタジアム刈谷（愛知県刈谷市） 観客数: 2,601人 レフリー: 山内昂輝（日本協会A） |
| 2025年5月24日(土) 12:00 | T: 齊藤大朗 18', 82', タレニ・セウ 23' チャンス・ペニ 40',中野豪 48' イシレリ・マヌ 71' G: フレディー ・バーンズ 23', 40+1', 49', 72', 83' PG: フレディー ・バーンズ 53' | タイムライン 結果配信表 レポート | T: ローレンス・エラスマス 1' サム・ケレビ 4', 73', 石井魁 6' ネイサン・ヒューズ 13' イズラエル・フォラウ 58' G: オテレ・ブラック 2', 4', 7', 14', 59', 74' | ウェーブスタジアム刈谷（愛知県刈谷市） 観客数: 2,601人 レフリー: 山内昂輝（日本協会A） |

【プレーヤー・オブ・ザ・マッチ】S愛知（10）フレディ・バーンズ
| 2025年5月31日(土) 12:00 | (勝ち点4)浦安D-Rocks (D1 12位)                                                                        | 27-21 17-前半-14                 | 豊田自動織機シャトルズ (1 BP) (D2 1位)                                                          | 柏の葉公園総合競技場（千葉県柏市） 観客数: 3,238人 レフリー: 関谷惇大（日本協会A） |
| 2025年5月31日(土) 12:00 | T: サム・ケレビ 29', 36' 安田卓平 56' G: オテレ・ブラック 30', 37', 57' PG: オテレ・ブラック 34', 73' | タイムライン 結果配信表 レポート | T: チャンス・ペニ 14' タマ・カペネ 21' イシレリ・マヌ 67' G: フレディー・バーンズ 15', 22', 68' | 柏の葉公園総合競技場（千葉県柏市） 観客数: 3,238人 レフリー: 関谷惇大（日本協会A） |

【プレーヤー・オブ・ザ・マッチ】浦安DR（8）ネイサン・ヒューズ
- 浦安DRはDIVISION1残留、豊田SはDIVISION2残留が決まった。

## プレーオフトーナメント
出典：
本シーズンからリーグ戦の6位までがプレーオフに出場することになり、リーグ戦1位のチームと2位のチームはシードとしてプレーオフトーナメント2回戦（準決勝）からの出場となる。3位/4位決定戦を行うが、5位/6位決定戦は行わない。
「プレーオフサポーター」として、アサヒビールとセーレンがスポンサー契約を締結した。
同点の場合は、10分間の延長戦を実施し、先に得点（ドロップゴール、ペナルティゴール、またはトライ）したチームを勝者とする。延長戦で勝敗が決しない場合は、キッキングコンペティションを実施し、勝者を決定する。

### 準々決勝1
| 2025年5月17日(土) 12:05 | 静岡ブルーレヴズ (D1 4位)                                                                          | 20-35 10-前半-17                            | コベルコ神戸スティーラーズ (D1 5位) | 東大阪市花園ラグビー場, 大阪府東大阪市 観客数: 7,006人 レフリー: 古瀬健樹（日本協会A） |
| 2025年5月17日(土) 12:05 | T: ヴァレンス・テファレ 9' 北村瞬太郎 51', G: サム・グリーン 9', 52', PG: サム・グリーン 38', 57', | タイムライン 結果配信表 レポート1 レポート2 | T: ワイサケ・ララトゥブア 27' イノケ・ブルア 73' 李承信 45' G: ブリン・ガットランド 27', 46' PG: ブリン・ガットランド 5', 76', 79' PT: 18' | 東大阪市花園ラグビー場, 大阪府東大阪市 観客数: 7,006人 レフリー: 古瀬健樹（日本協会A） |

【プレーヤー・オブ・ザ・マッチ】神戸S（9）日和佐篤
- 静岡BRのヴィリアミ・タヒトゥアは、チーム公式戦100試合出場を達成（トップリーグ時代の日本選手権などを含む）[183]

### 準々決勝2
| 2025年5月18日(日) 14:30 | クボタスピアーズ船橋・東京ベイ (D1 3位)                                                                        | 20-15 3-前半-0                   | 東京サントリーサンゴリアス (D1 6位)                                           | 東大阪市花園ラグビー場, 大阪府東大阪市 観客数: 6,900人 レフリー: 滑川剛人（日本協会A） |
| 2025年5月18日(日) 14:30 | T: 根塚洸雅 48' ルアン・ボタ 64' G: バーナード・フォーリー 49', 65' PG: バーナード・フォーリー 3' 廣瀬雄也 72' | タイムライン 結果配信表 レポート | T: サム・ケイン 53' G: チェスリン・コルビ 45', 54' PG: チェスリン・コルビ 47' | 東大阪市花園ラグビー場, 大阪府東大阪市 観客数: 6,900人 レフリー: 滑川剛人（日本協会A） |

- S船橋東京ベイのトゥパフィナウは、公式戦100キャップを達成（トップリーグ時代のうち、日本選手権などは含まない）[124]

### 準決勝1
| 2025年5月24日(土) 14:05 | 東芝ブレイブルーパス東京 (D1 1位)                                                                                           | 31-3 7-前半-3           | コベルコ神戸スティーラーズ (準々決勝1の勝者) | 秩父宮ラグビー場, 東京都港区 観客数: 16,253人 レフリー: 滑川剛人（日本協会A） |
| 2025年5月24日(土) 14:05 | T: ロブ・トンプソン 15', 80' 桑山聖生 43', 橋本大吾 75' G: リッチー・モウンガ 16', 44', 76', 81' PG: リッチー・モウンガ 49' | タイムライン 結果配信表 | PG: ブリン・ガットランド 3'                  | 秩父宮ラグビー場, 東京都港区 観客数: 16,253人 レフリー: 滑川剛人（日本協会A） |

【プレーヤー・オブ・ザ・マッチ】BL東京（10）リッチー・モウンガ

### 準決勝2
| 2025年5月25日(日) 14:30 | 埼玉パナソニックワイルドナイツ (D1 2位)                                                            | 24-28 10-前半-22        | クボタスピアーズ船橋・東京ベイ (準々決勝2の勝者)                                                                                         | 秩父宮ラグビー場, 東京都港区 48' 観客数: 17,735人 レフリー: 古瀬健樹（日本協会A） |
| 2025年5月25日(日) 14:30 | T: ジャック・コーネルセン 14' 竹山晃暉 51', 山沢京平 57' G: 山沢京平 15', 52', 58' PG: 山沢京平 7' | タイムライン 結果配信表 | T: マルコム・マークス 3' 藤原忍 10', 32' G: バーナード・フォーリー 11', 33' PG: バーナード・フォーリー 29' ハラトア・ヴァイレア 48', 78' | 秩父宮ラグビー場, 東京都港区 48' 観客数: 17,735人 レフリー: 古瀬健樹（日本協会A） |

【プレーヤー・オブ・ザ・マッチ】S東京ベイ（9）藤原忍

### 3位決定戦
| 2025年5月31日(土) 14:05 | コベルコ神戸スティーラーズ | 22-17 15-前半-7         | 埼玉パナソニックワイルドナイツ                                                         | 秩父宮ラグビー場, 東京都港区 観客数: 8,151人 レフリー: 川原佑（日本協会A） |
| 2025年5月31日(土) 14:05 | T: サウマキアマナキ 19' ワイサケ・ララトゥブア 39' ヴィリー・ポトヒエッター 65' G: ブリン・ガットランド 40' 李承信 46' PG: ブリン・ガットランド 9' | タイムライン 結果配信表 | T: ヴァルアサエリ愛 32' マリカ・コロインベテ 53' G: 山沢京平 33', 53' PG: 山沢京平 60' | 秩父宮ラグビー場, 東京都港区 観客数: 8,151人 レフリー: 川原佑（日本協会A） |

【プレーヤー・オブ・ザ・マッチ】神戸S（5）ブロディ・レタリック
- 試合開始19分46秒目（神戸S 8-0 埼玉WK）で、落雷の危険性のため約50分試合中断。
- 神戸Sが埼玉WKに勝利するのは、2003年12月20日（2003-04シーズン第8節）「神戸製鋼コベルコスティーラーズ 対 三洋電機ワイルドナイツ」戦で、53-21で勝利して以来、21年5か月ぶり[184][185]。
- レフリーの川原佑は、この試合で引退[186]。

### 決勝
| 2025年6月1日(日) 15:05 | 東芝ブレイブルーパス東京                                                                     | 18-13 8-前半-6                   | クボタスピアーズ船橋・東京ベイ                                                    | 国立競技場, 東京都新宿区 観客数: 51,009人 レフリー: 古瀬健樹（日本協会A） |
| 2025年6月1日(日) 15:05 | T: リッチー・モウンガ 8' 森勇登 47' G: リッチー・モウンガ 48' PG: リッチー・モウンガ 22', 61 | タイムライン 結果配信表 レポート | T: 立川理道 72' G: バーナード・フォーリー 73' PG: バーナード・フォーリー 17', 32' | 国立競技場, 東京都新宿区 観客数: 51,009人 レフリー: 古瀬健樹（日本協会A） |

【プレーヤー・オブ・ザ・マッチ】BL東京（10）リッチー・モウンガ
- BL東京の優勝は、2回目であり、2年連続。
- 2024-25シーズンでの最多入場者数となった[187]。

|  | 準々決勝 | 準々決勝                       | 準々決勝                       |                                |    | 準決勝                         | 準決勝 | 準決勝                         |                                |    | 決勝 | 決勝                     | 決勝 |  |  | 3位決定戦                  | 3位決定戦                  | 3位決定戦 |
|  |          |                                |                                |                                |    |                                |        |                                |                                |    |      |                          |      |  |  |                            |                            |           |
|  | 1位      | 東芝ブレイブルーパス東京       | 東芝ブレイブルーパス東京       |                                |    |                                |        |                                |                                |    |      |                          |      |  |  |                            |                            |           |
|  | 1位      | 東芝ブレイブルーパス東京       | 東芝ブレイブルーパス東京       |                                |    | 東芝ブレイブルーパス東京       | 31     |                                |                                |    |      |                          |      |  |  |                            |                            |           |
|  |          |                                |                                |                                |    | 東芝ブレイブルーパス東京       | 31     |                                |                                |    |      |                          |      |  |  |                            |                            |           |
|  |          |                                | コベルコ神戸スティーラーズ     | 3                              |    |                                |        |                                |                                |    |      |                          |      |  |  |                            |                            |           |
|  | 4位      | 静岡ブルーレヴズ               | コベルコ神戸スティーラーズ     | 3                              | 20 |                                |        |                                |                                |    |      |                          |      |  |  |                            |                            |           |
|  | 4位      | 静岡ブルーレヴズ               |                                |                                | 20 |                                |        |                                |                                |    |      |                          |      |  |  |                            |                            |           |
|  | 5位      | コベルコ神戸スティーラーズ     | 35                             |                                |    |                                |        |                                |                                |    |      |                          |      |  |  |                            |                            |           |
|  |          |                                |                                |                                |    |                                |        |                                |                                |    |      | 東芝ブレイブルーパス東京 | 18   |  |  | コベルコ神戸スティーラーズ | コベルコ神戸スティーラーズ | 22        |
|  |          |                                |                                | クボタスピアーズ船橋・東京ベイ | 13 |                                |        | 埼玉パナソニックワイルドナイツ | 埼玉パナソニックワイルドナイツ | 17 |      |                          |      |  |  |                            |                            |           |
|  | 3位      | クボタスピアーズ船橋・東京ベイ | 20                             |                                |    |                                |        |                                |                                |    |      |                          |      |  |  |                            |                            |           |
|  | 6位      | 東京サントリーサンゴリアス     | 15                             |                                |    |                                |        |                                |                                |    |      |                          |      |  |  |                            |                            |           |
|  | 6位      | 東京サントリーサンゴリアス     | 15                             |                                |    | クボタスピアーズ船橋・東京ベイ | 28     |                                |                                |    |      |                          |      |  |  |                            |                            |           |
|  |          |                                |                                |                                |    | クボタスピアーズ船橋・東京ベイ | 28     |                                |                                |    |      |                          |      |  |  |                            |                            |           |
|  |          |                                | 埼玉パナソニックワイルドナイツ | 24                             |    |                                |        |                                |                                |    |      |                          |      |  |  |                            |                            |           |
|  | 2位      | 埼玉パナソニックワイルドナイツ | 埼玉パナソニックワイルドナイツ |                                |    |                                |        |                                |                                |    |      |                          |      |  |  |                            |                            |           |

## レフリー

### パネルレフリー
2024-25シーズンでレフリーを担当する。例年、日本ラグビーフットボール協会A級レフリーから選出される。「パネル（panel）」とは「選抜された」「招待された」などの意味。
「レフリー担当試合数」は、昨シーズンまでの合計（ジャパンラグビートップリーグおよびジャパンラグビーリーグワンでの累計）。
| 氏名     | 勤務先                         | 生年月日（年齢）       | 前季までの レフリー 担当 試合数 | 備考                                                     |
| -------- | ------------------------------ | ---------------------- | ------------------------------- | -------------------------------------------------------- |
| 稲西輝紀 | 島津産機システムズ             | 2000年1月9日（25歳）   | 0                               |                                                          |
| 大内想太 | 兵庫県立川西北陵高校           | 1990年6月18日（35歳）  | 13                              |                                                          |
| 梶原晃久 | ニチバン                       | 1986年5月22日（39歳）  | 80                              |                                                          |
| 川原佑   | NTT Sports X                   | 1992年12月25日（32歳） | 46                              |                                                          |
| 桑井亜乃 | 日本ラグビーフットボール協会   | 1989年10月20日（35歳） | 0                               | 女性レフリーは、トップリーグ時代も含め社会人リーグで初。 |
| 近藤雅喜 | 本田技研工業                   | 1994年12月2日（30歳）  | 4                               |                                                          |
| 関谷惇大 | ウェルファムフーズ             | 1983年9月30日（41歳）  | 39                              |                                                          |
| 手束伊吹 |                                | 1997年6月9日（28歳）   | 28                              |                                                          |
| 滑川剛人 | トヨタ自動車                   | 1990年1月1日（35歳）   | 44                              |                                                          |
| 平川哲也 | メディカルシステムネットワーク | 1992年3月30日（33歳）  | 26                              |                                                          |
| 廣瀬亮治 | 近畿大学付属中学・高校         | 1995年9月19日（29歳）  | 11                              |                                                          |
| 古瀬健樹 | 日本ラグビーフットボール協会   | 2002年1月25日（23歳）  | 41                              |                                                          |
| 水谷元紀 | 愛知県立長久手高校             | 1990年11月19日（34歳） | 8                               |                                                          |
| 山内昂輝 | 御開工務店                     | 1995年10月6日（29歳）  | 20                              |                                                          |

### バックアップレフリー
2024-25シーズンにおけるバックアップレフリー。パネルレフリーが負傷などで欠員が生じた際に、試合を担当する。
【4名】池田韻、延原梨耀翔、三井健太、山本篤志

## スポンサー
2024-25シーズン
- タイトルパートナー：日本電信電話株式会社
- プリンシパルパートナー：株式会社三菱UFJフィナンシャル・グループ
- オフィシャルパートナー：株式会社大和証券グループ本社、株式会社ヒト・コミュニケーションズ、大和ハウス工業株式会社
- 事業共創パートナー： 株式会社NTTドコモ NTTコミュニケーションズ株式会社、株式会社ジェイ・スポーツ、株式会社日本経済新聞社、ぴあ株式会社、イオンモール株式会社
- オフィシャルサービスパートナー（TMO/HIA）：ソニー株式会社
- オフィシャルサプライヤー：株式会社ゴールドウイン、株式会社スズキスポーツ、株式会社ウェザーニューズ、株式会社TRIB 生命情報医学研究所
- プレーオフサポーター：アサヒビール株式会社[180]、セーレン株式会社[191]

## 試合中継メディア

### J SPORTS
事業共創パートナーのJ SPORTSは、DIVISION1・DIVISION2の全試合を放送し（一部録画放送）、J SPORTSオンデマンドでは、DIVISION3を含めた全試合を配信する。DIVISION1では45分ダイジェスト番組『【45分版 前節プレーバック！】ジャパンラグビー リーグワン2024-25 D1』もあり、全DIVISIONダイジェストは「ラグビーわんだほー! ～ラグビー情報番組～」で扱う。
|             | J SPORTS                   | J SPORTS             | J SPORTS | J SPORTS                            | 備考 |
| テレビ中継  | オンデマンド配信           | 45分ダイジェスト番組 | 情報番組 |                                     | 備考 |
| ----------- | -------------------------- | -------------------- | -------- | ----------------------------------- | ---- |
| DIVISION 1  | 生放送＋再放送             | あり                 | あり     | 「ラグビーわんだほー!」番組内で扱う |      |
| D1/D2入替戦 | 生放送（一部録画）＋再放送 | あり                 | あり     | 「ラグビーわんだほー!」番組内で扱う |      |
| DIVISION 2  | 生放送（一部録画）＋再放送 | あり                 | 無し     | 「ラグビーわんだほー!」番組内で扱う |      |
| D2/D3入替戦 | 無し                       | あり                 | 無し     | 「ラグビーわんだほー!」番組内で扱う |      |
| DIVISION 3  | 無し                       | あり（実況アナ無し） | 無し     | 「ラグビーわんだほー!」番組内で扱う |      |

### J SPORTS以外 の メディア
下の表は、2024-25シーズンDIVISION1のリーグ戦・順位決定戦・プレーオフの全対戦。録画放送、配信を含む。
プレーオフ決勝まで。便宜上、全DIVISIONを掲載する。
| メディア                                | 回数 | 備考（原則としてホストチームを表記）                                                                        |
| --------------------------------------- | ---- | --- |
| BS日テレ（全国）                        | 6    | 東京SG×S東京ベイ、BL東京×東京SG、トヨタV×BL東京、準々決勝(4位×5位)、準決勝(1位)【4Kでも放送】、3位決定戦    |
| 日本テレビ（全国）                      | 1    | 決勝 |
| 日本テレビ（関東ローカル）              | 3    | 横浜E×BL東京、BL東京×埼玉WK、準決勝(2位)                                                                    |
| Hulu（全国）                            | 8    | 横浜E×BL東京、東京SG×S東京ベイ、BL東京×東京SG、準々決勝(4位×5位)、準決勝(1位)、準決勝(2位)、3位決定戦、決勝 |
| テレビ埼玉                              | 4    | 埼玉WK |
| 千葉テレビ                              | 4    | 浦安DR |
| TOKYO MX                                | 7    | BL東京×東京SG、BR東京×BL東京、東京SG×BR東京、BL東京、BR東京、東京SG、トヨタV×BL東京                         |
| テレビ神奈川                            | 7    | 相模原DB、横浜E、横浜E×相模原DB                                                                             |
| テレビ山梨                              | 1    | 東京SG（第9節・山梨県内開催）                                                                               |
| NHK総合テレビ（静岡）                   | 1    | 静岡BR（第10節）                                                                                            |
| NHK総合テレビ（愛知・静岡・岐阜・三重） | 1    | トヨタV×静岡BR（第8節）                                                                                     |
| 中京テレビ                              | 2    | トヨタV |
| 岐阜放送                                | 1    | トヨタV |
| 三重テレビ                              | 4    | 三重H |
| J:COM神奈川                             | 1    | 横浜E×相模原DB                                                                                              |
| イッツコムチャンネル                    | 1    | 三重H |
| Lemino                                  | 18   | 浦安DRの全試合                                                                                              |
| IBC岩手放送                             | 3    | 釜石SW |
| 奈良テレビ                              | 1    | 花園L |
| 福岡放送                                | 1    | 九州KV |
| テレビ大分                              | 1    | 横浜E |

### 海外での放送
2024-25シーズン
- 台湾：ELTA TV（中華電信） - 毎節1試合[245]
- サブサハラ・アフリカ地域：ESPN Africa - 第2節以降の毎節2試合とプレーオフトーナメント6試合を含む40試合（生配信またはディレイ配信）[13]
- アイルランド、イギリス：Premier Sports - DIVISION1第11節以降の毎節2試合とプレーオフトーナメント6試合を生放送[246]
- マレーシア：Astro Malaysia - DIVISION1第11節以降の毎節2試合とプレーオフトーナメント6試合を生放送[246]
- 日本および上記の地域を除く全世界：RugbyPass TV - DIVISION1第13節以降の毎節1試合とプレーオフトーナメント6試合を生配信[247]

## 選手の登録区分
出典：
2024-25シーズンにおいて、ジャパンラグビーリーグワン選手は、3つのカテゴリ（カテゴリA・B・C）に分けて登録され、それぞれの人数を定めている。 同一シーズン中に、カテゴリを変更することはできない。
2024年8月からワールドラグビーが国代表資格条件を緩和し、「5年以上続けて当該国に住む」から「5年間継続して当該国の協会もしくはラグビー団体のみに登録する」となった。これを受けて、2024年10月22日にジャパンラグビーリーグワンは、国外滞在日数の制限（年間62日以内）を撤廃し、これまでシーズンオフに2か月以上の母国帰国を理由にカテゴリーBだった選手の多くが、カテゴリーAになる。
| 選手カテゴリ および 人数 | 選手カテゴリ および 人数                                                                | 選手カテゴリ および 人数                                                                | 選手カテゴリ および 人数                                                                | 選手カテゴリ および 人数                                                                | 選手カテゴリ および 人数                                                                | 選手カテゴリ および 人数                                                                | 選手カテゴリ および 人数                               | 選手カテゴリ および 人数         | 選手カテゴリ および 人数         | 選手カテゴリ および 人数        | 選手カテゴリ および 人数        | 選手カテゴリ および 人数        | 選手カテゴリ および 人数 |
| ------------------------ | --------------------------------------------------------------------------------------- | --------------------------------------------------------------------------------------- | --------------------------------------------------------------------------------------- | --------------------------------------------------------------------------------------- | --------------------------------------------------------------------------------------- | --------------------------------------------------------------------------------------- | ------------------------------------------------------ | -------------------------------- | -------------------------------- | ------------------------------- | ------------------------------- | ------------------------------- | ------------------------ |
| シーズン                 | カテゴリA 日本代表実績あり/資格あり (5年以上続けて日本に居住し、国外滞在は年間62日以内) | カテゴリA 日本代表実績あり/資格あり (5年以上続けて日本に居住し、国外滞在は年間62日以内) | カテゴリA 日本代表実績あり/資格あり (5年以上続けて日本に居住し、国外滞在は年間62日以内) | カテゴリA 日本代表実績あり/資格あり (5年以上続けて日本に居住し、国外滞在は年間62日以内) | カテゴリA 日本代表実績あり/資格あり (5年以上続けて日本に居住し、国外滞在は年間62日以内) | カテゴリA 日本代表実績あり/資格あり (5年以上続けて日本に居住し、国外滞在は年間62日以内) | カテゴリB 日本代表資格獲得見込み                       | カテゴリB 日本代表資格獲得見込み | カテゴリB 日本代表資格獲得見込み | カテゴリC 他国代表履歴あり など | カテゴリC 他国代表履歴あり など | カテゴリC 他国代表履歴あり など | 出典                     |
| シーズン                 | チーム登録 (大会エントリー)                                                             | チーム登録 (大会エントリー)                                                             | 試合登録 (23名のうち)                                                                   | 試合登録 (23名のうち)                                                                   | 試合中 (15名のうち)                                                                     | 試合中 (15名のうち)                                                                     | チーム登録 (大会エントリー)                            | 試合登録 (23名のうち)            | 試合中 (15名のうち)              | チーム登録 (大会エントリー)     | 試合登録 (23名のうち)           | 試合中 (15名のうち)             | 出典                     |
| 2023-24                  | 80%以上                                                                                 | 80%以上                                                                                 | 17名以上                                                                                | 17名以上                                                                                | 11名以上                                                                                | 11名以上                                                                                | BとCの合計で 10名以下または 20%以下 (いずれか小さい方) | BとCの合計で 6名以下             | BとCの合計で 6名以下             | 3名以下                         | 3名以下                         | 3名以下                         | [ 248 ]                  |
| シーズン                 | カテゴリA 日本代表実績あり/資格あり (5年間継続して日本協会に登録)                       | カテゴリA 日本代表実績あり/資格あり (5年間継続して日本協会に登録)                       | カテゴリA 日本代表実績あり/資格あり (5年間継続して日本協会に登録)                       | カテゴリA 日本代表実績あり/資格あり (5年間継続して日本協会に登録)                       | カテゴリA 日本代表実績あり/資格あり (5年間継続して日本協会に登録)                       | カテゴリA 日本代表実績あり/資格あり (5年間継続して日本協会に登録)                       | カテゴリB 日本代表資格獲得見込み                       | カテゴリB 日本代表資格獲得見込み | カテゴリB 日本代表資格獲得見込み | カテゴリC 他国代表履歴あり など | カテゴリC 他国代表履歴あり など | カテゴリC 他国代表履歴あり など | 出典                     |
| シーズン                 | チーム登録 (大会エントリー)                                                             | チーム登録 (大会エントリー)                                                             | 試合登録 (23名のうち)                                                                   | 試合登録 (23名のうち)                                                                   | 試合中 (15名のうち)                                                                     | 試合中 (15名のうち)                                                                     | チーム登録 (大会エントリー)                            | 試合登録 (23名のうち)            | 試合中 (15名のうち)              | チーム登録 (大会エントリー)     | 試合登録 (23名のうち)           | 試合中 (15名のうち)             | 出典                     |
| 2024-25                  | 80%以上                                                                                 | 80%以上                                                                                 | 17名以上                                                                                | 17名以上                                                                                | 11名以上                                                                                | 11名以上                                                                                | BとCの合計で 10名以下または 20%以下 (いずれか小さい方) | BとCの合計で 6名以下             | BとCの合計で 6名以下             | 3名以下                         | 3名以下                         | 3名以下                         | [ 248 ]                  |

### 「カテゴリA」の条件（2024-25シーズン）
以下（1～3）のいずれかを満たす者。各チームの「カテゴリA」の人数は、総選手登録数の80%以上。試合登録は23名のうち17名以上。同時試合出場は11人以上。
1. 日本代表歴のある者。
2. 日本代表歴のない者のうち、以下のいずれかを満たす者。
1. 日本で生まれ、日本以外の国または地域のラグビーフットボール協会（他の協会）の代表歴がないこと。
2. 両親、祖父母の１人が日本で生まれ、本人に他の協会の代表歴がないこと。
3. リーグ登録を行ったシーズン（リーグ登録シーズン）開始日時点で、48か月間以上 継続して協会登録され、他の協会の代表歴がないこと。
4. 2024-25シーズン開始日時点で、48か月間以上継続して日本を居住地としており、他の協会の代表歴がないこと。
5. 2024-25シーズン開始日時点で、日本に継続居住し、2024-25シーズン開始日以降、日本協会に継続登録し ており、2025-26シーズン以降のリーグ登録シーズン開始時点で、継続居住および継続登録の期間の合計が48か月間以上であること。
6. リーグ登録シーズン開始日時点で直前の累計9年間日本を居住地としており、他の協会の代表歴がないこと。
7. 継続登録要件を満たし、在学証明書、または卒業証明書により証明することができる留学生であること。
8. 継続居住要件を満たし、在学証明書、または卒業証明書により証明することができ、かつ在学中の国外滞在日数が年間62日以下であることが、入国管理局が発行する出入国記録で確認できる留学生であること。（この条件は、2024-25シーズン開始日まで。）
9. 2024-25シーズン開始日時点で、日本に継続居住し、在学証明書または卒業証明書により証明することができ、かつ在学中の日本国外滞在日数が年間62日以下であることが、入国管理局が発行する出入国記録により確認することができる留学生であり、2024-25シーズン開始日以降、日本協会に継続登録しており、2025-26シーズン以降のリーグ登録シーズン開始時点で、継続居住および継続登録の期間の合計が48か月間以上であること。（この条件は、2028-29シーズン開始日まで。）

3. 以下のいずれかを満たす者。
1. 2016年8月31日以前に日本国籍取得選手として協会登録していたこと。
2. 2021年11月30日以前に日本国籍取得選手として協会登録、または日本国籍取得選手として認定されて追加で協会登録されていること。
3. 2016年8月31日以前に特別永住権取得選手として協会登録していたこと。
4. 2017年8月31日以前に日本での義務教育修了者として協会登録を行っており、引き続き日本に在住していること。
5. 2021年度シーズン開始以前に「アジア枠」該当選手として協会登録していたこと。

### 「カテゴリB」の条件（2024-25シーズン）
以下（1～2）のいずれかを満たす者。人数制限があり、各チームのカテゴリB・C合計で、10名以下または総選手登録数の20%以下（いずれか小さい方）。試合登録は、カテゴリB・C合計で6名以下で、かつ、カテゴリCは3名以下。同時試合出場は、カテゴリB・C合計で4名以下で、かつ、カテゴリCは3名以下。
1. 他の協会の代表歴のない者のうち、以下のいずれかに該当する者。
1. リーグ登録シーズン開始日時点で「カテゴリA」の要件を満たしておらず、将来的に「カテゴリA」の要件を満たした場合に日本代表資格を得られる可能性があること。
2. 2021年11月30日以前に日本国籍取得を申請しているが、2021年12月28日までに当該申請が認定されていないこと。

2. 他の協会の代表歴のある者のうち、以下に該当する者。
- 2021年シーズン開始以前に「アジア枠」該当選手として協会登録していたこと。

2024年10月22日に、ジャパンラグビーリーグワンは、国外滞在日数の制限（年間62日以内）を撤廃し、それまでシーズンオフに2か月以上の母国帰国をしていたことなどを理由にカテゴリBとなっていた選手は、多くがカテゴリAに変更となる。

### 「カテゴリC」の条件（2024-25シーズン）
- 「カテゴリA」および「カテゴリB」のいずれにも当てはまらないこと。
- 人数制限があり、各チームのカテゴリB・C合計で、10名以下または総選手登録数の20%以下（いずれか小さい方）。試合登録は、カテゴリB・C合計で6名以下で、かつ、カテゴリCは3名以下。同時試合出場は、カテゴリB・C合計で4名以下で、かつ、カテゴリCは3名以下。